# Biserica evanghelică din Stejărenii

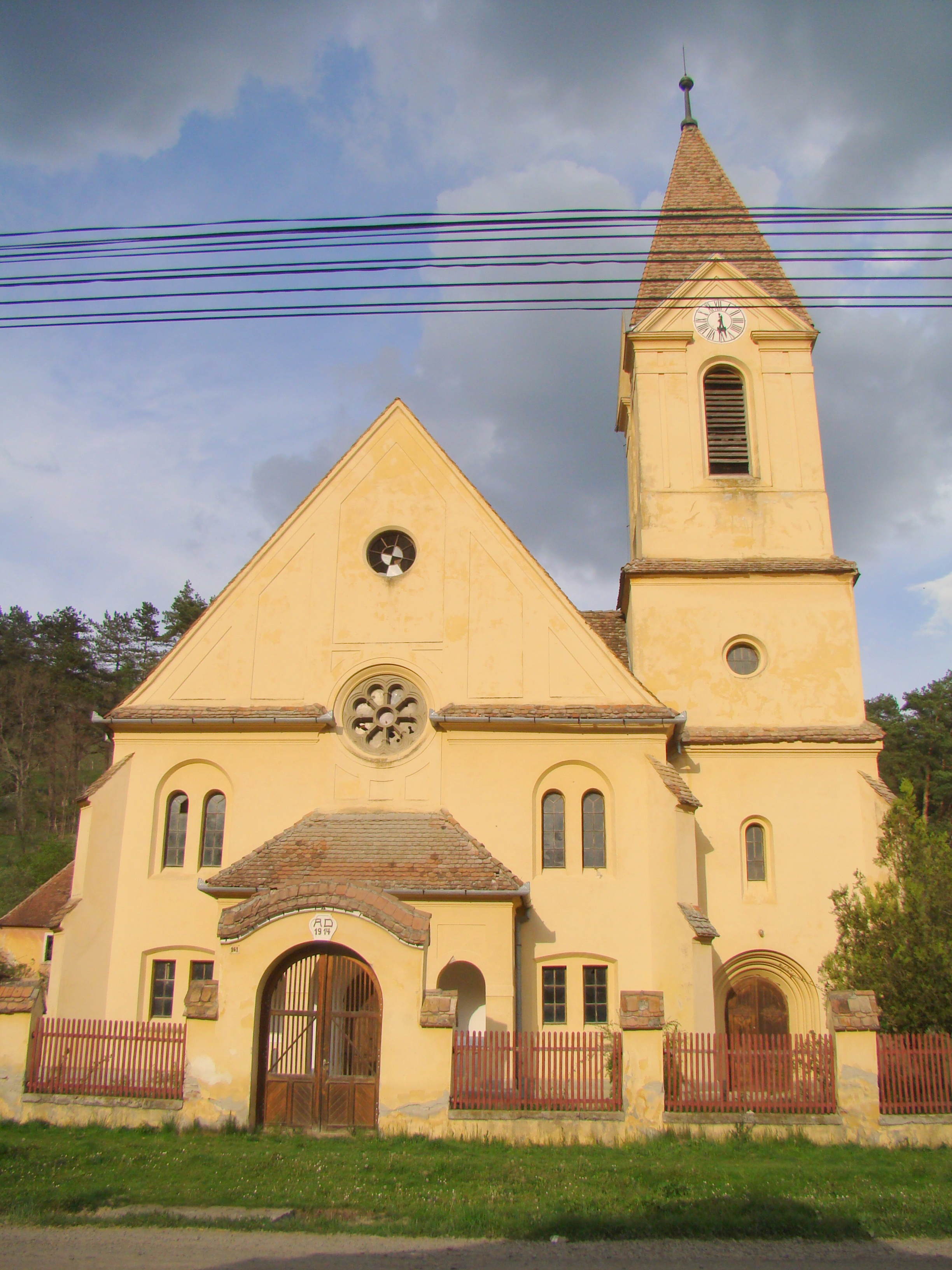
Biserica evanghelică din satul Stejărenii, comuna Daneș, județul Mureș, foto: aprilie 2019.

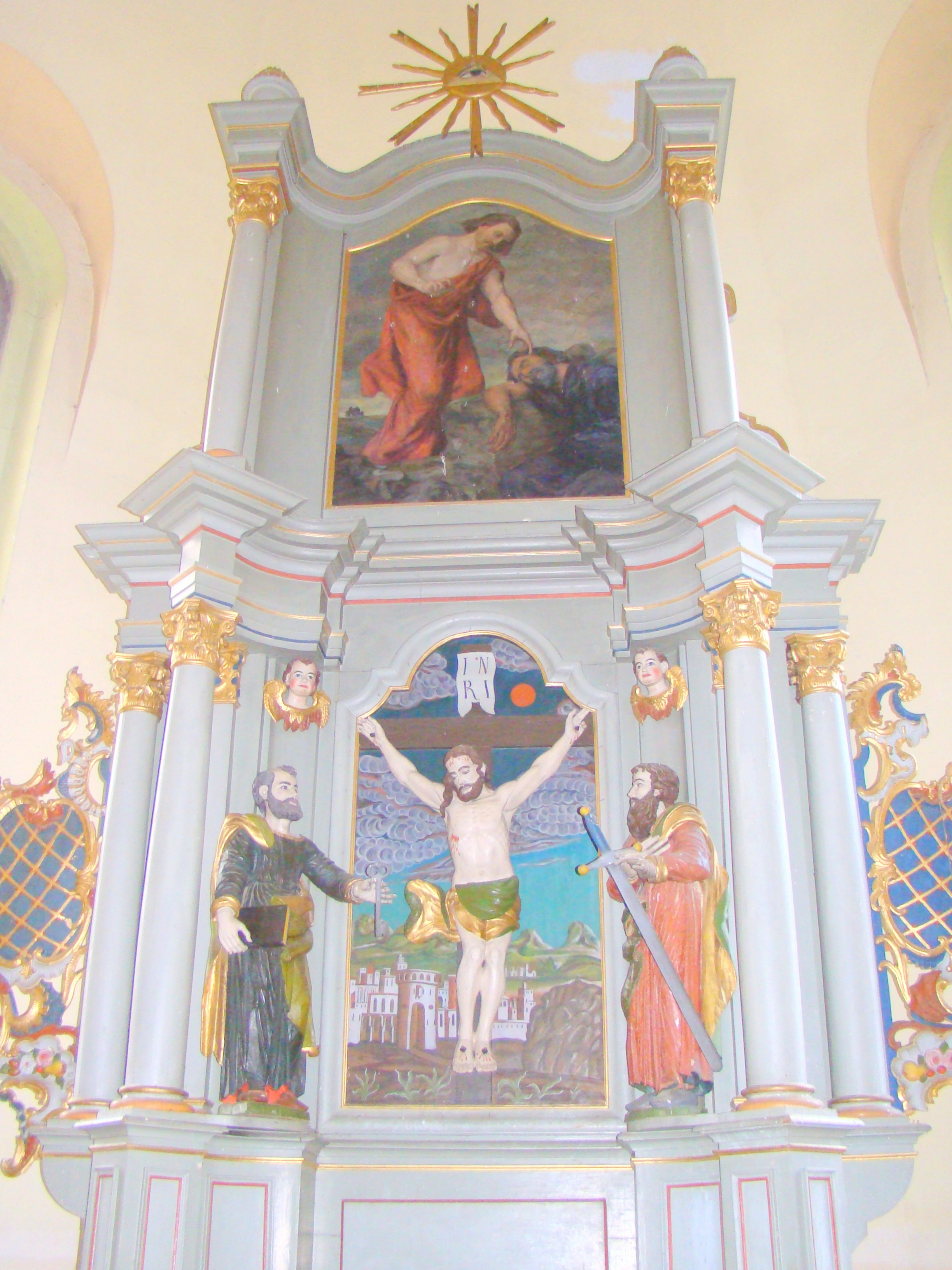
Altarul: în centrul lui se află Hristos pe cruce; statuile laterale îi înfățișează pe Moise cu tabla legilor și pe Pavel cu sabia.

Biserica evanghelică din satul Stejărenii, comuna Daneș, județul Mureș, a fost construită între anii 1913-1914. A fost precedată de o biserică medievală, construită în secolul XV.

## Localitatea
Stejărenii, mai demult Beșa (în dialectul săsesc Peschenderf, în germană Beschendorf, Peschendorf, în maghiară Bese) este un sat în comuna Daneș din județul Mureș, Transilvania, România.

## Biserica
Mica localitate Stejărenii a avut o primă biserică construită în secolul XV, din care se mai păstrează doar partea de mijloc a altarului realizat în secolul XVIII. Actuala biserică a fost construită în perioada 1913-1914, cu ajutorul material al societății Gustav Adolf (Gustav-Adolf-Werk), aflată sub patronajul Bisericii Evanghelice și având sediul central în Leipzig. Orga, amplasată în balconul de vest, a fost construită în 1914 de timișorenii Wegenstein și fiul.

## Imagini din exterior

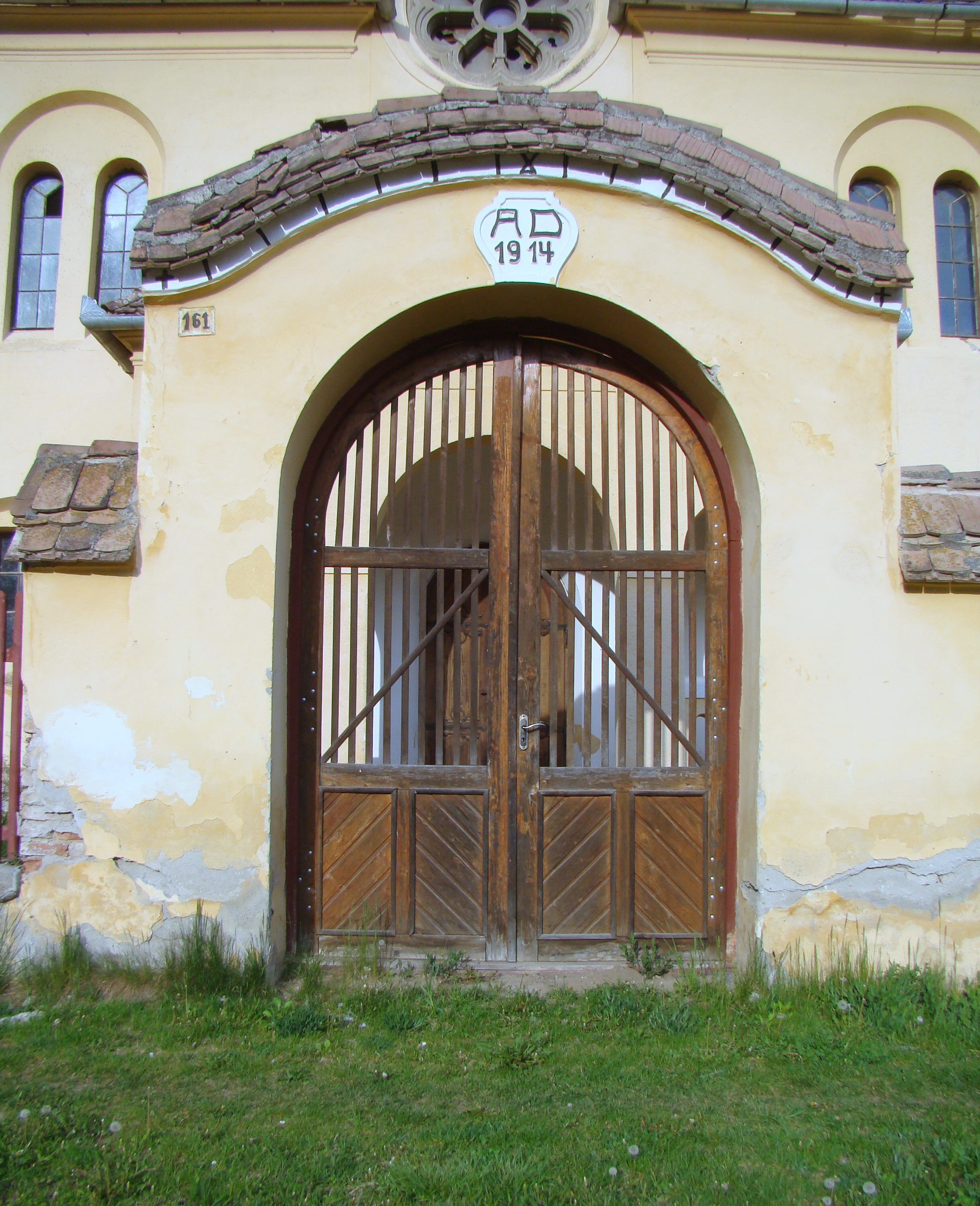
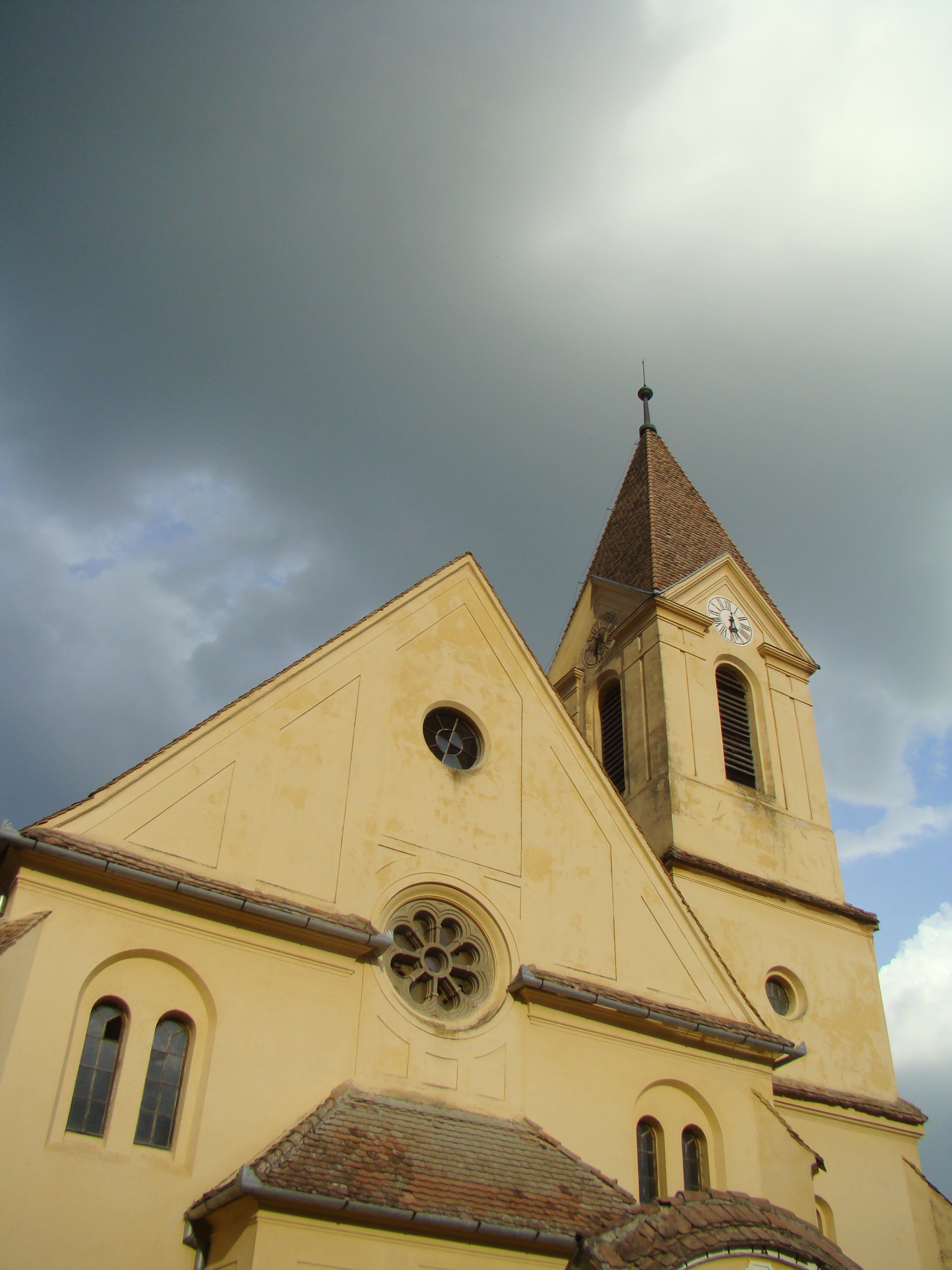
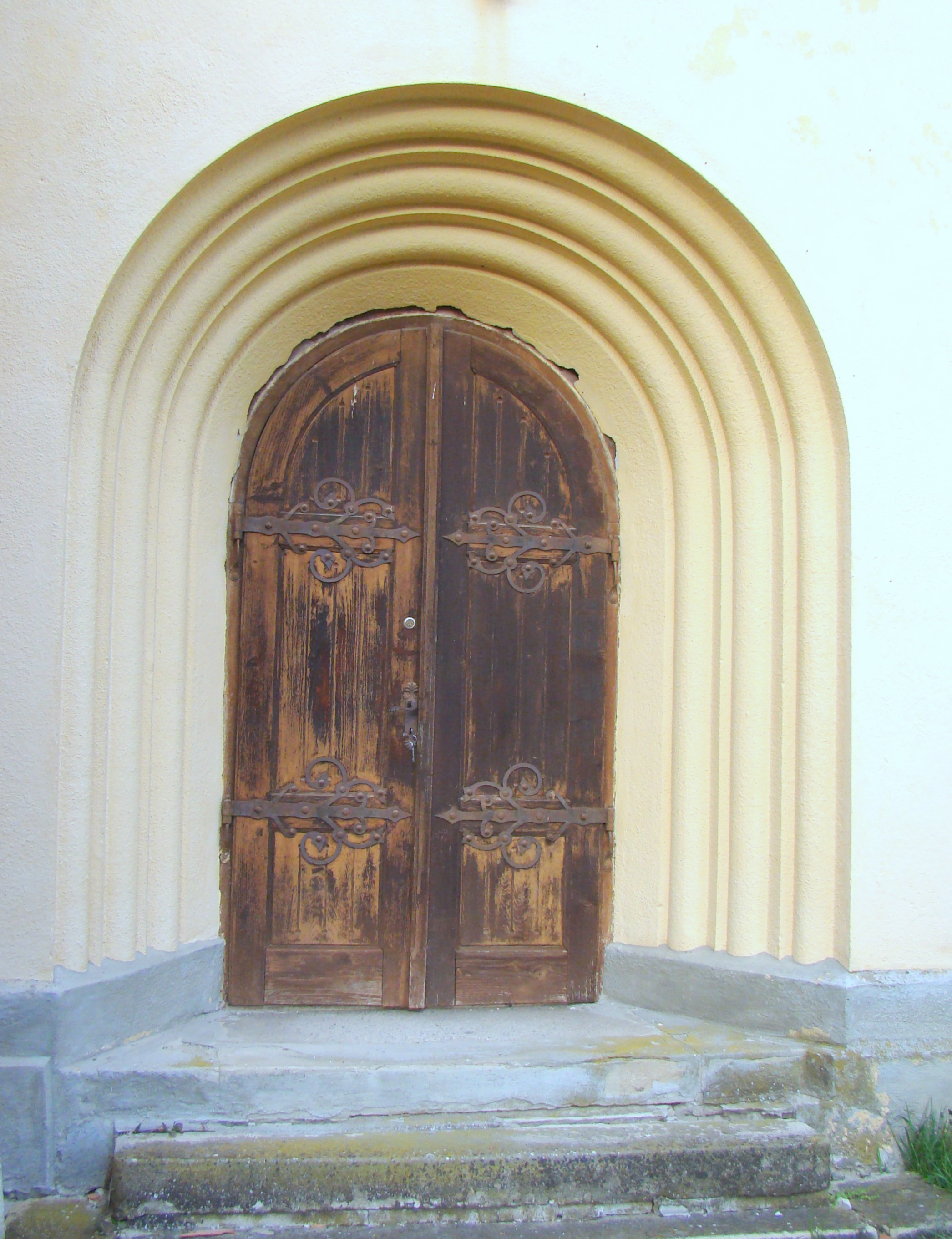
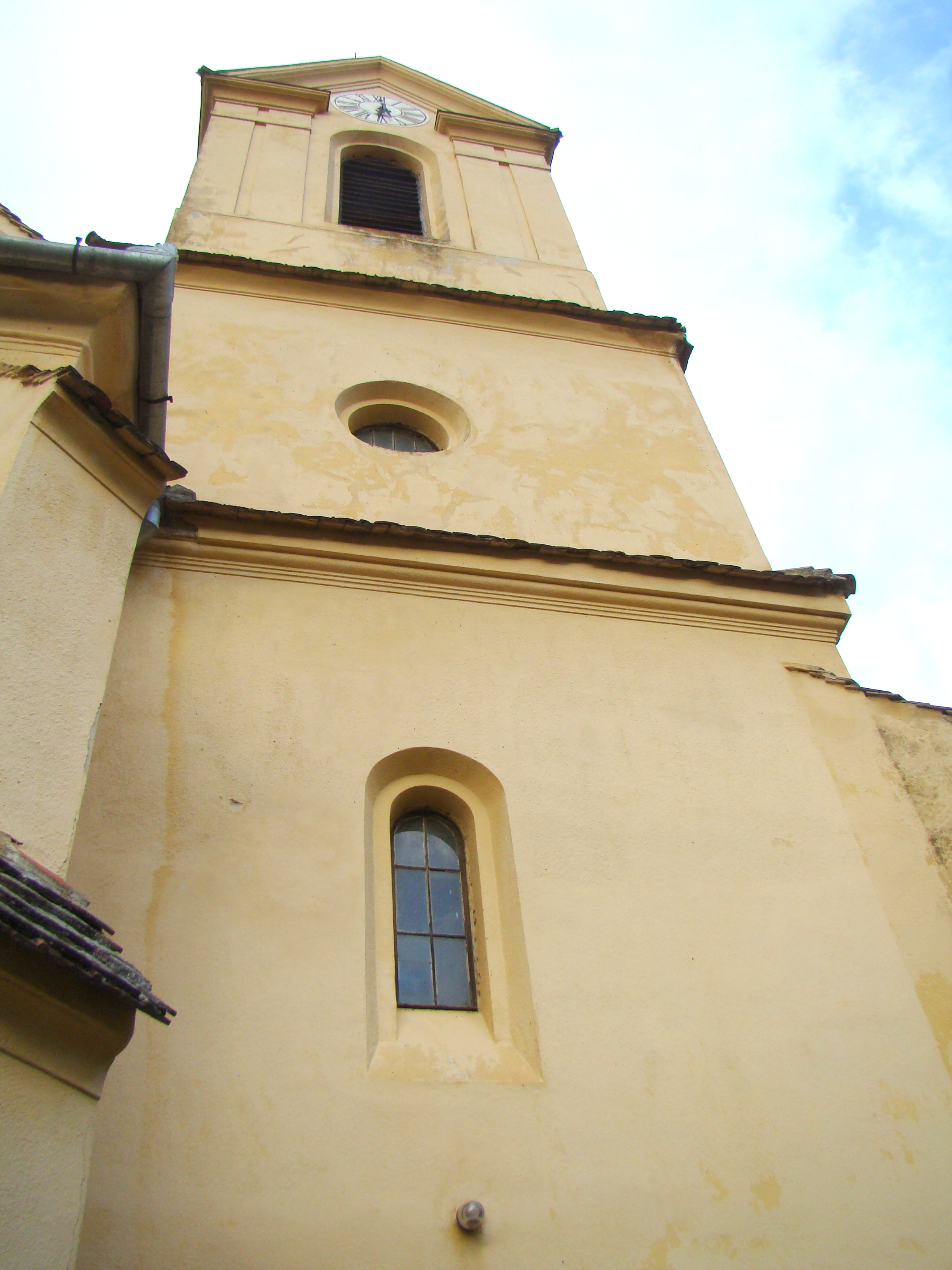
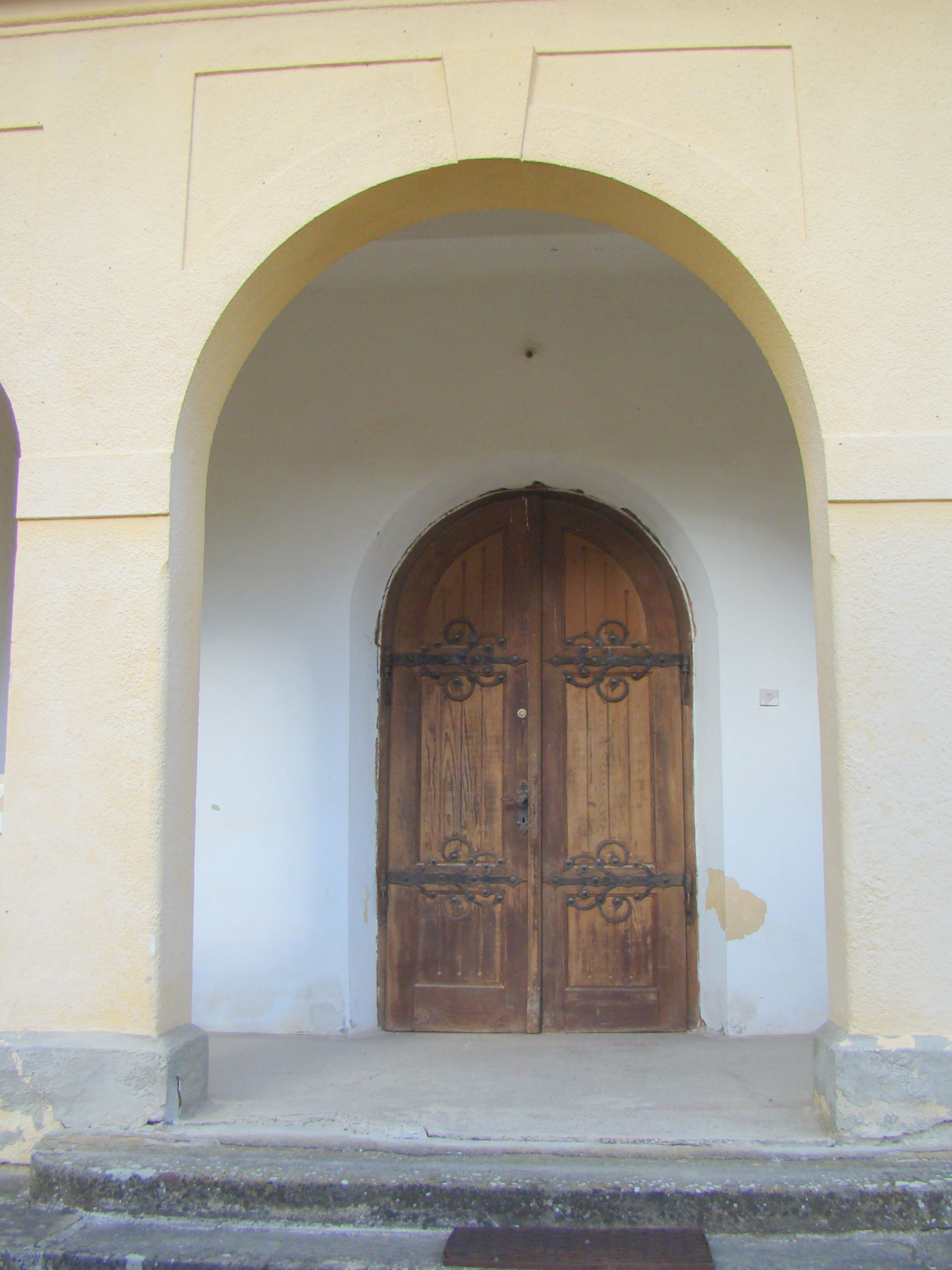
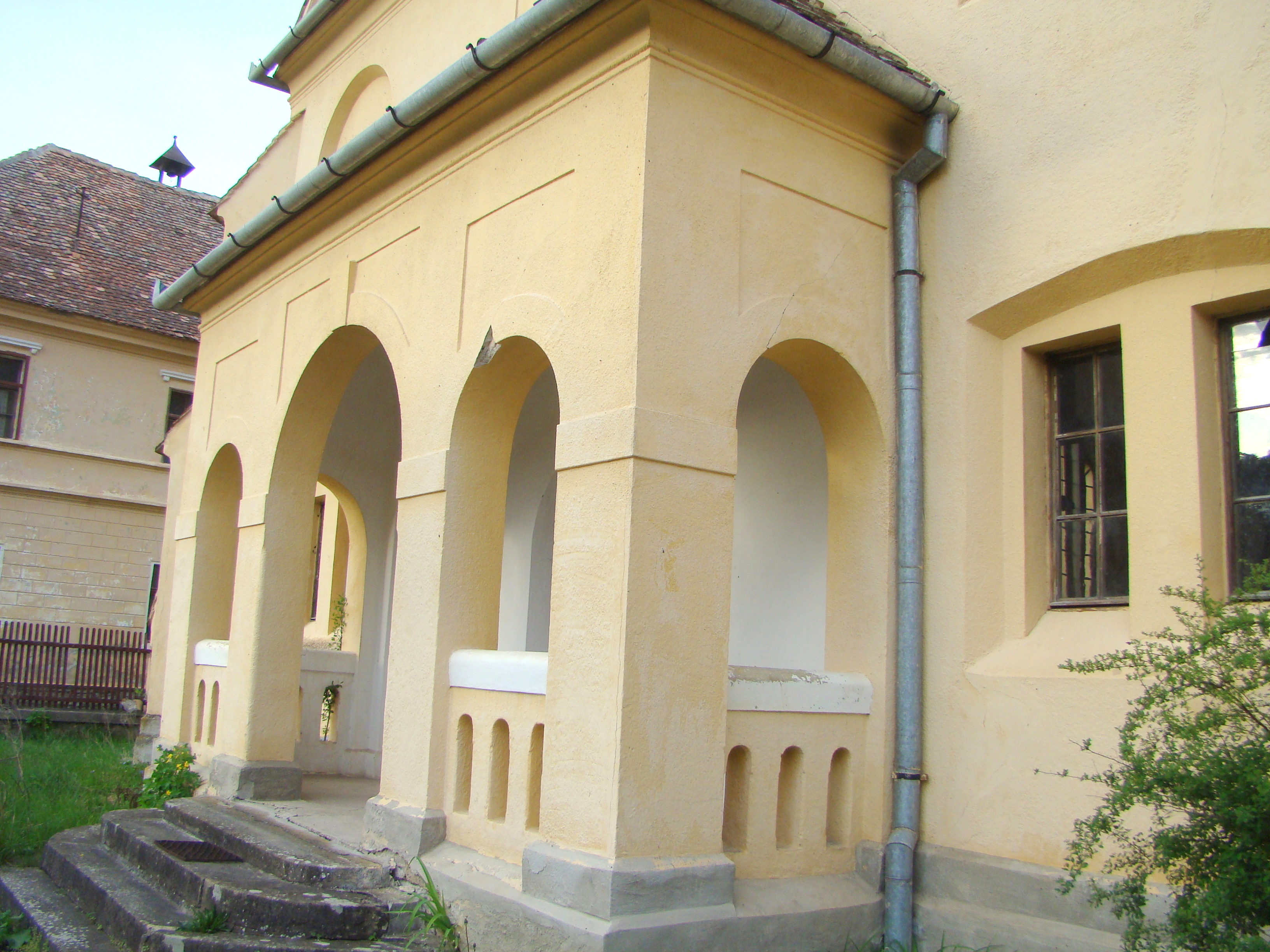
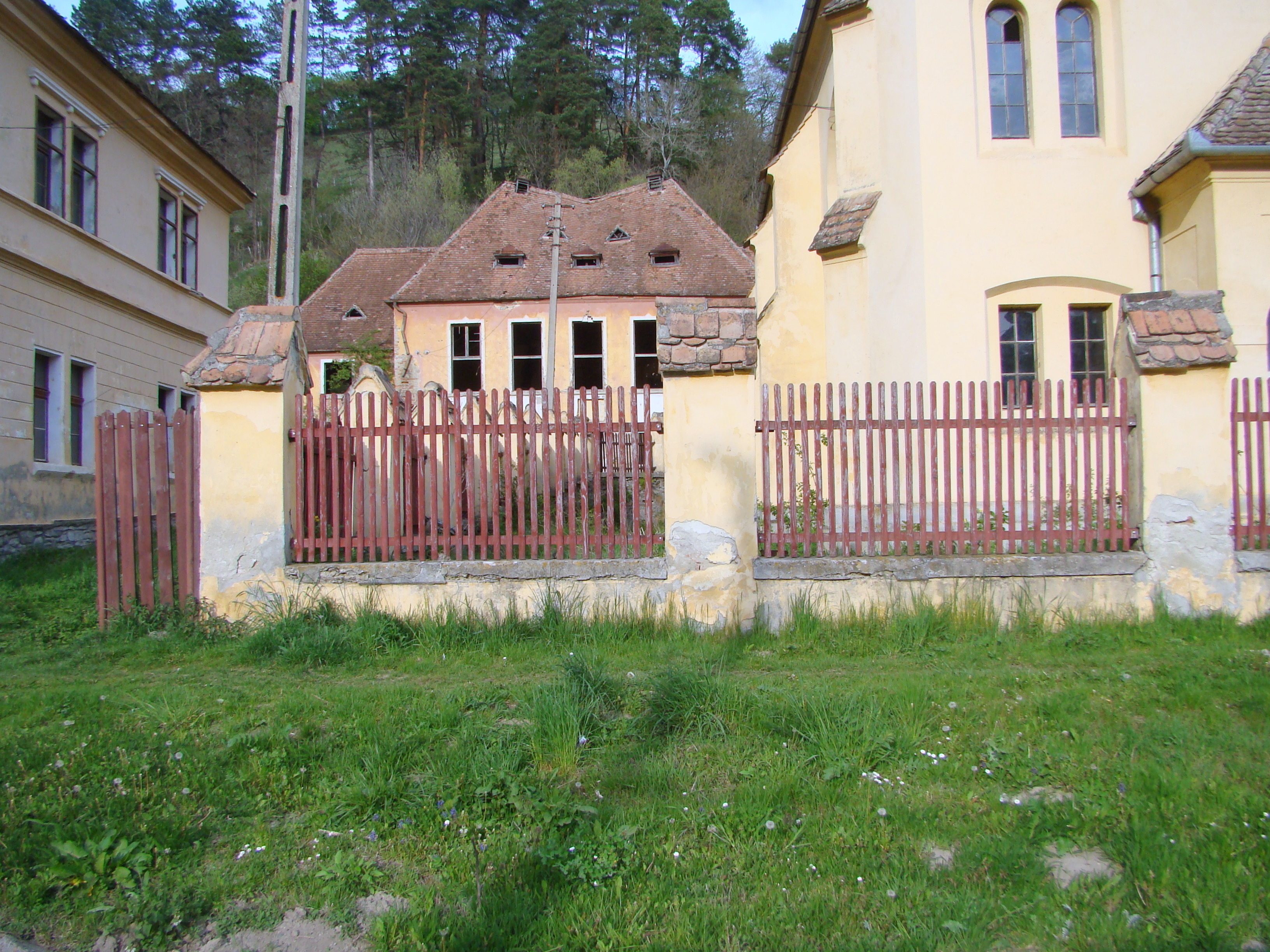
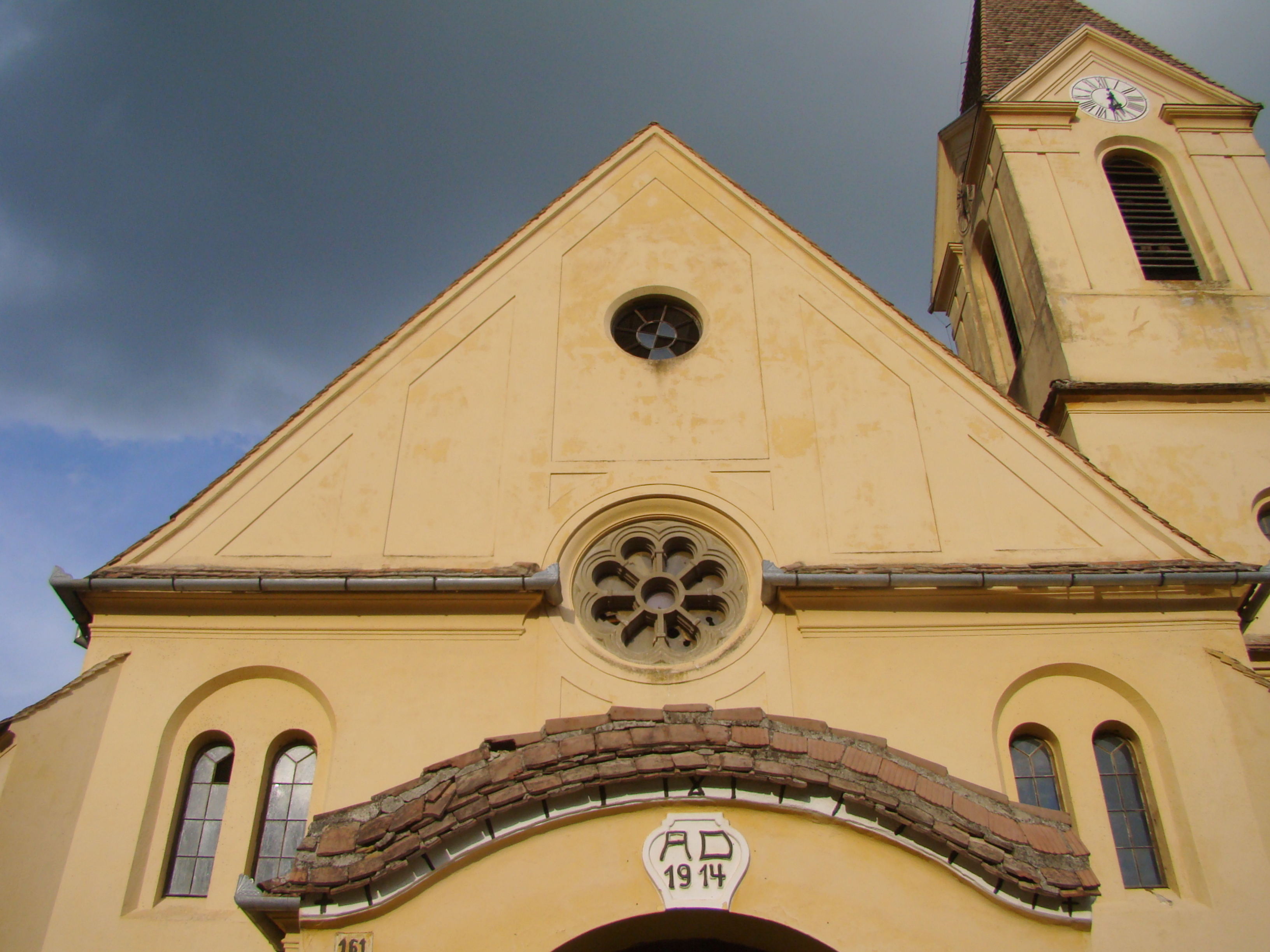
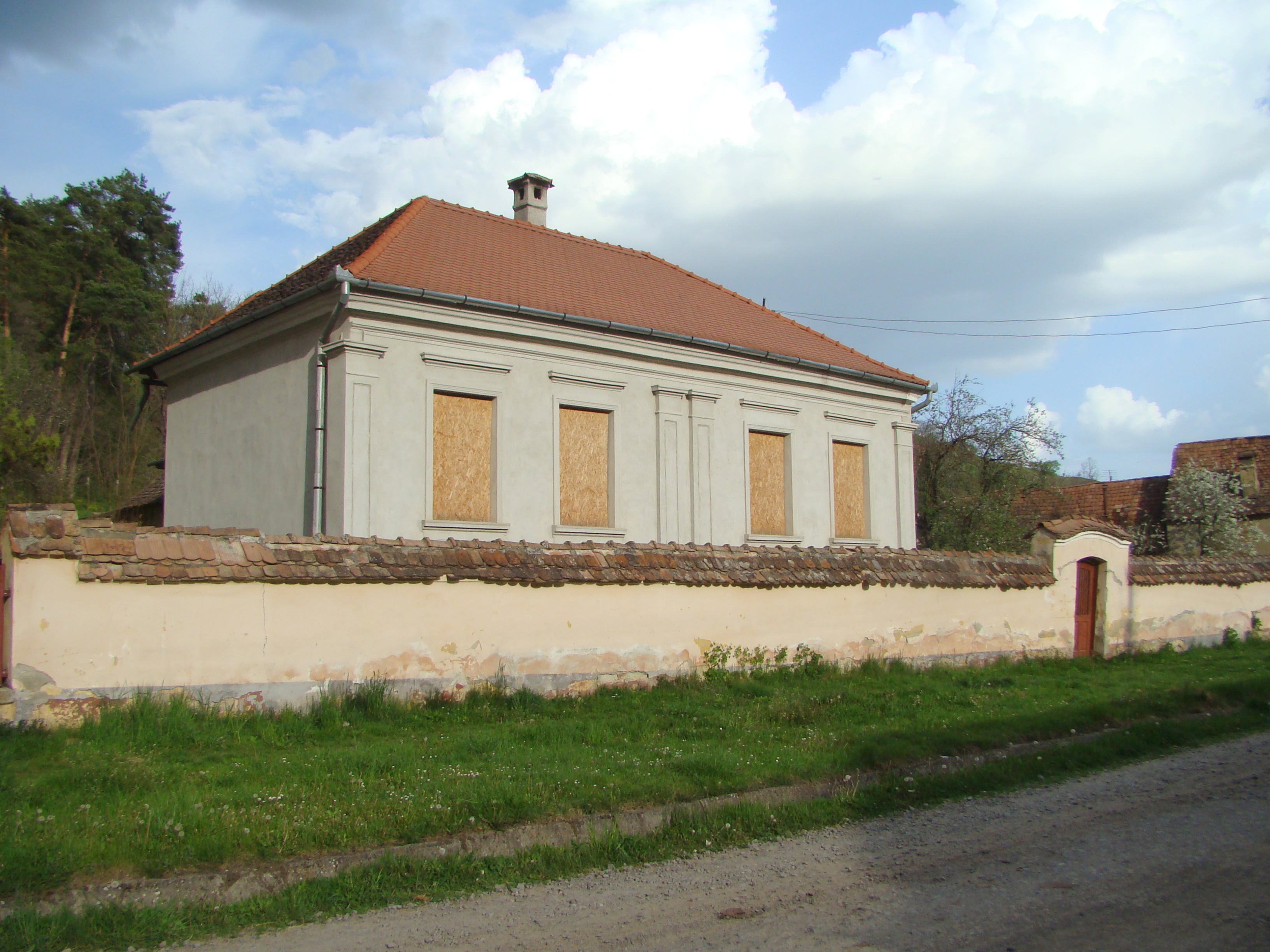
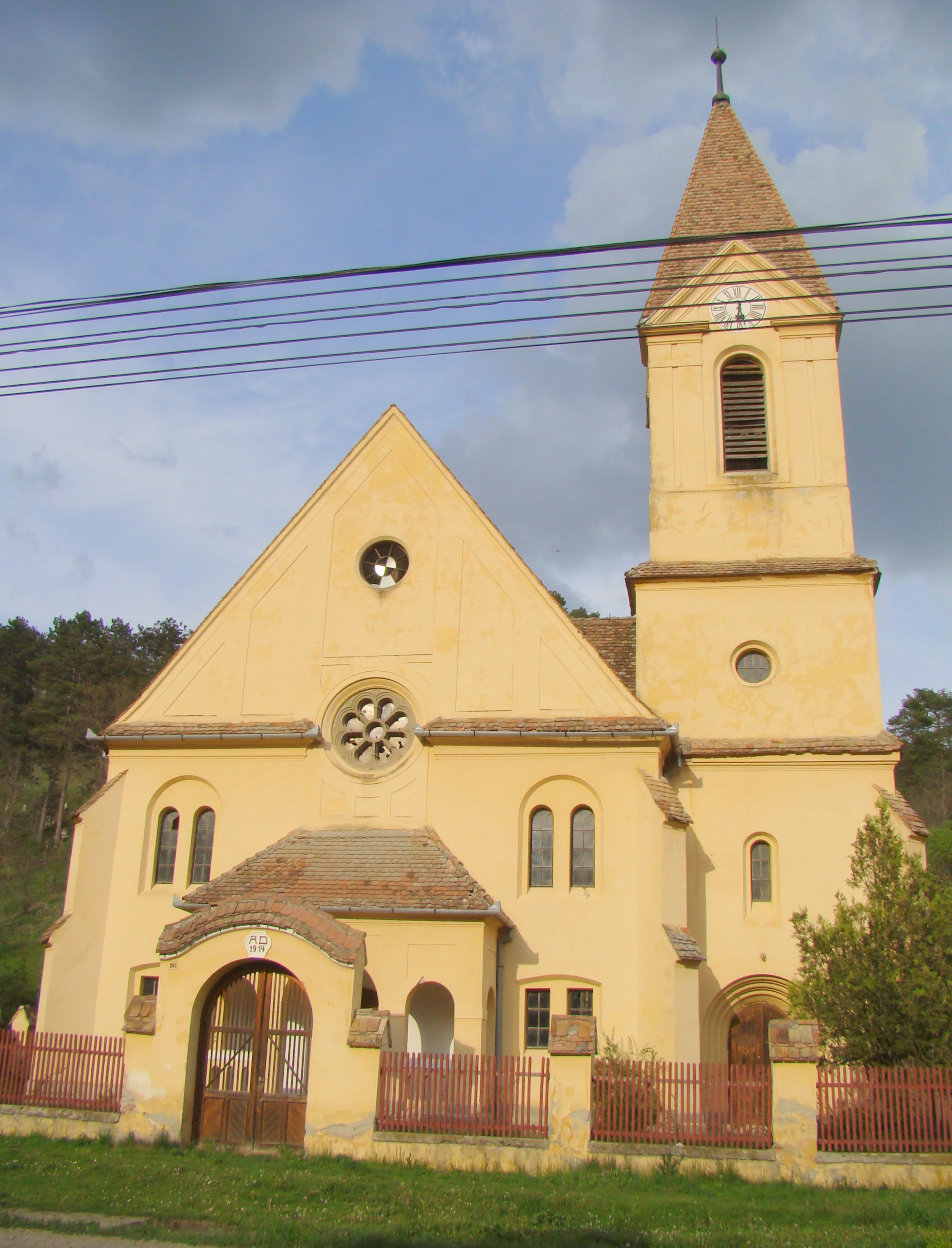

## Imagini din interior

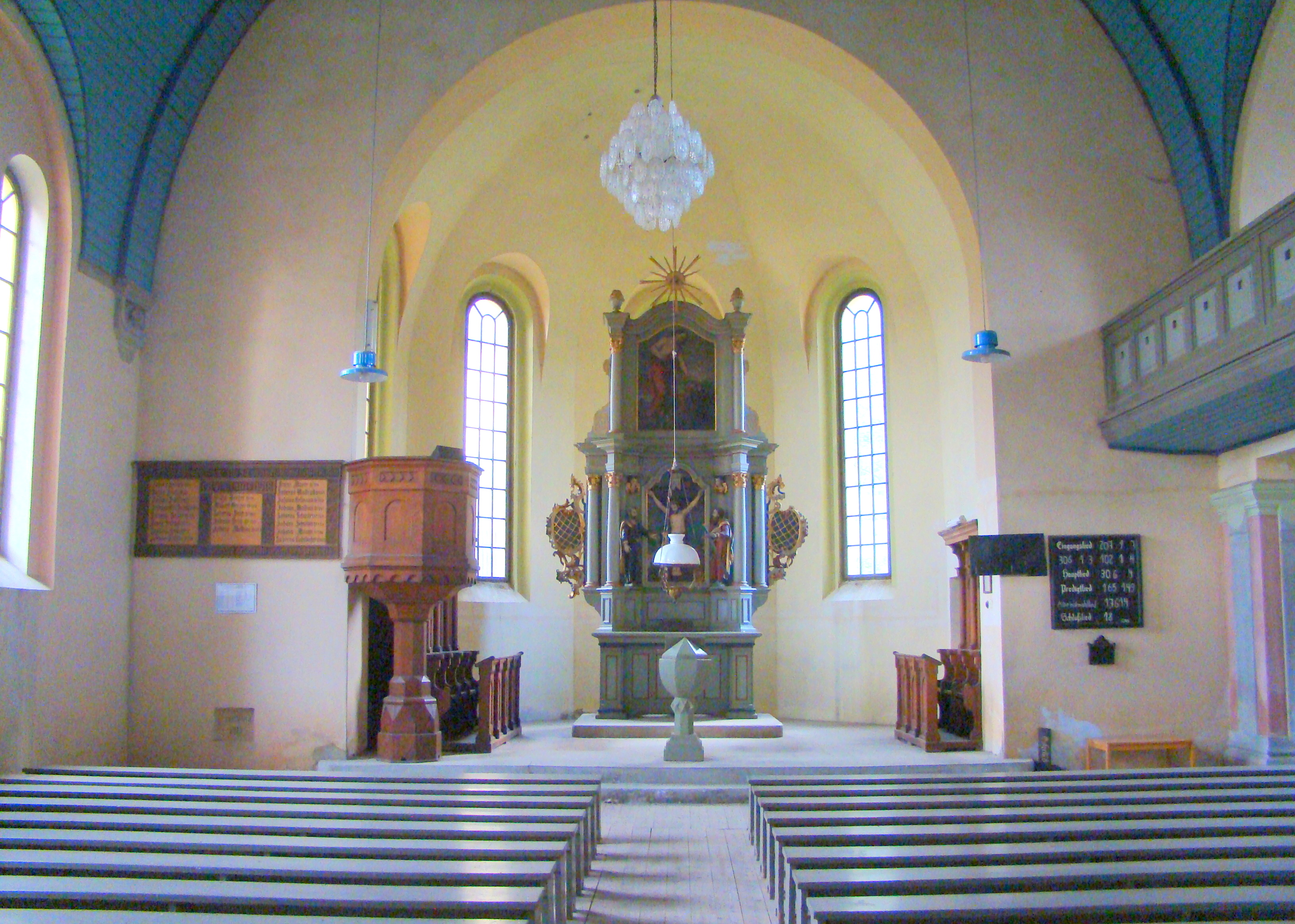
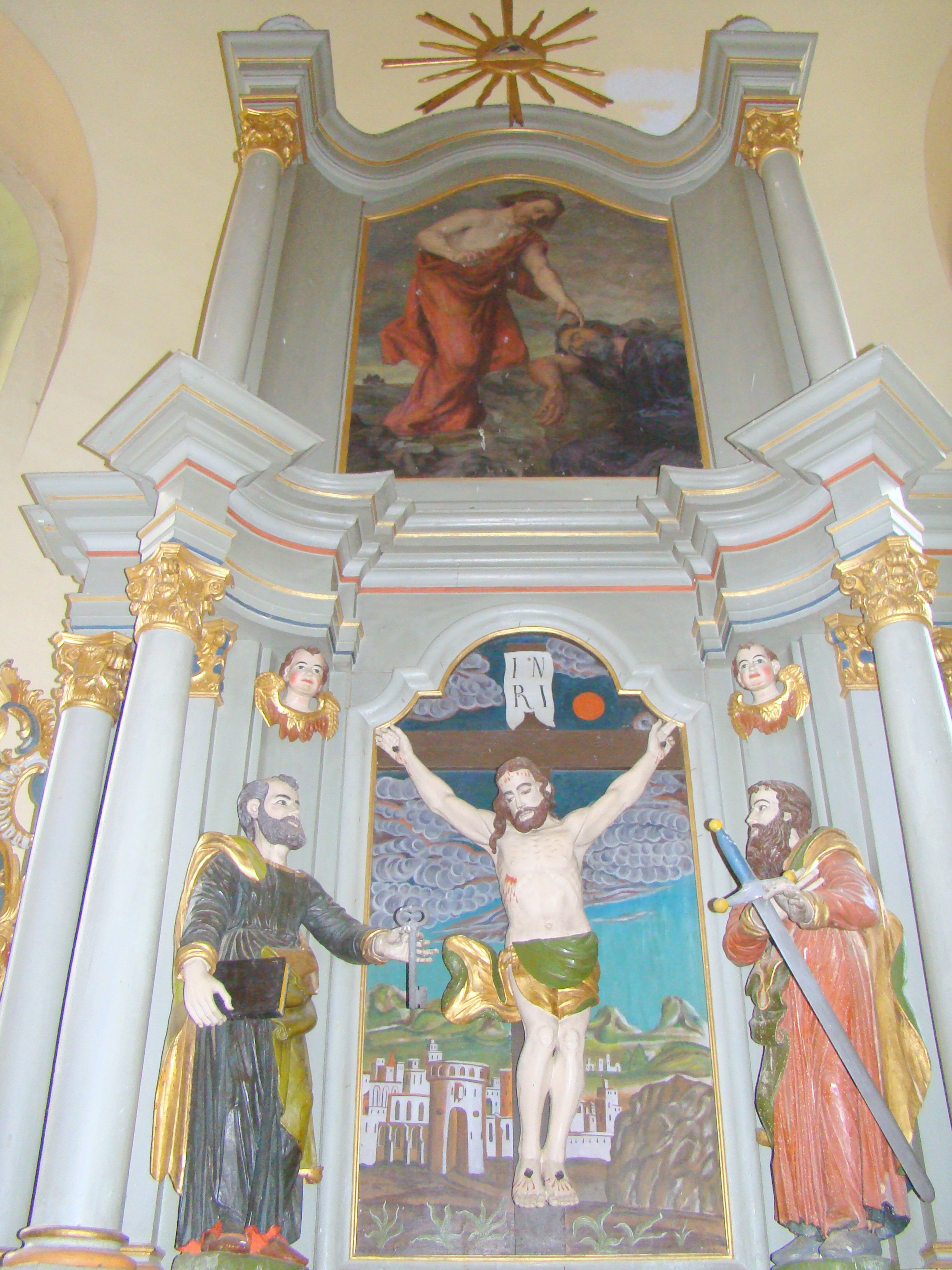
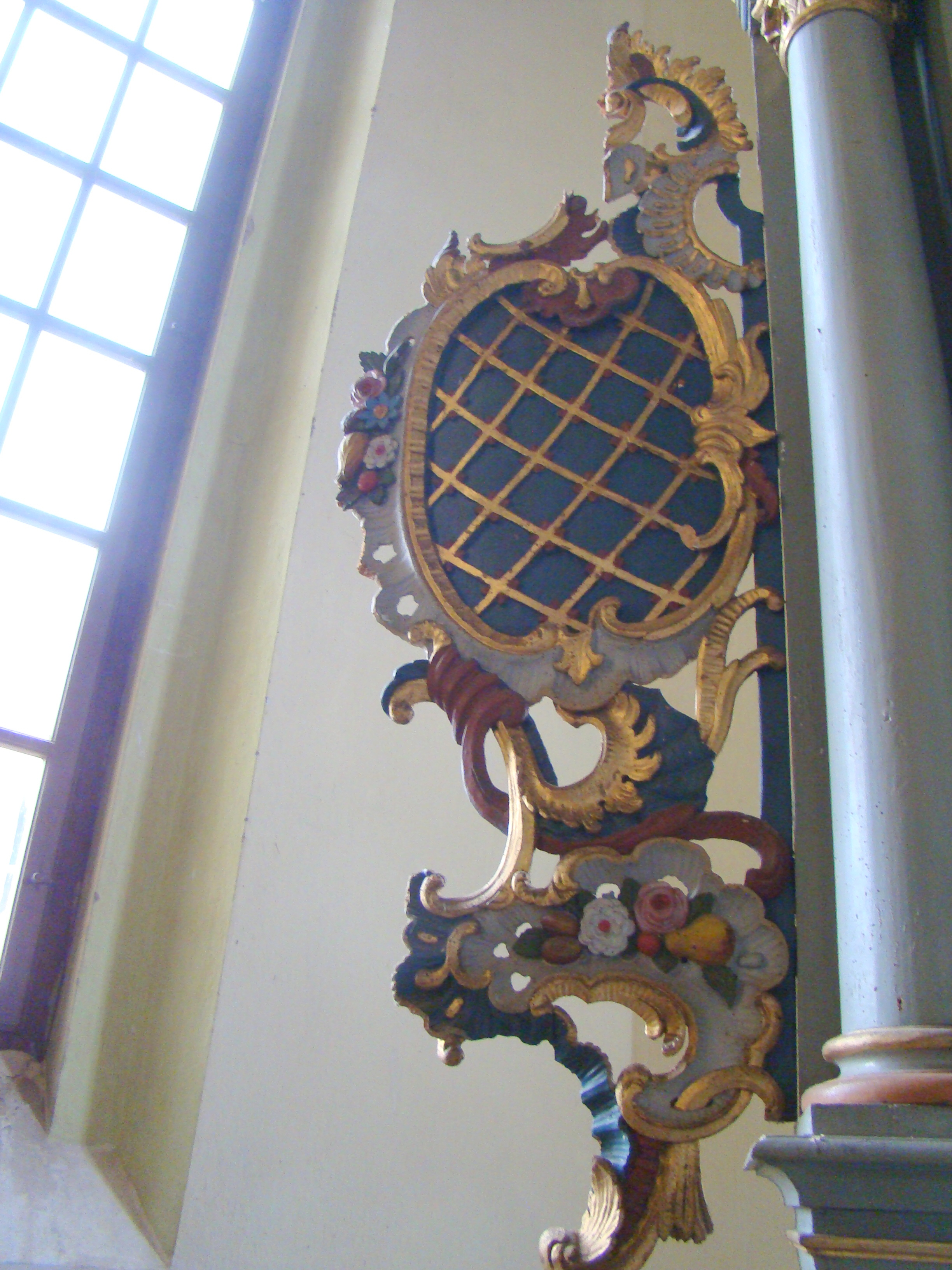
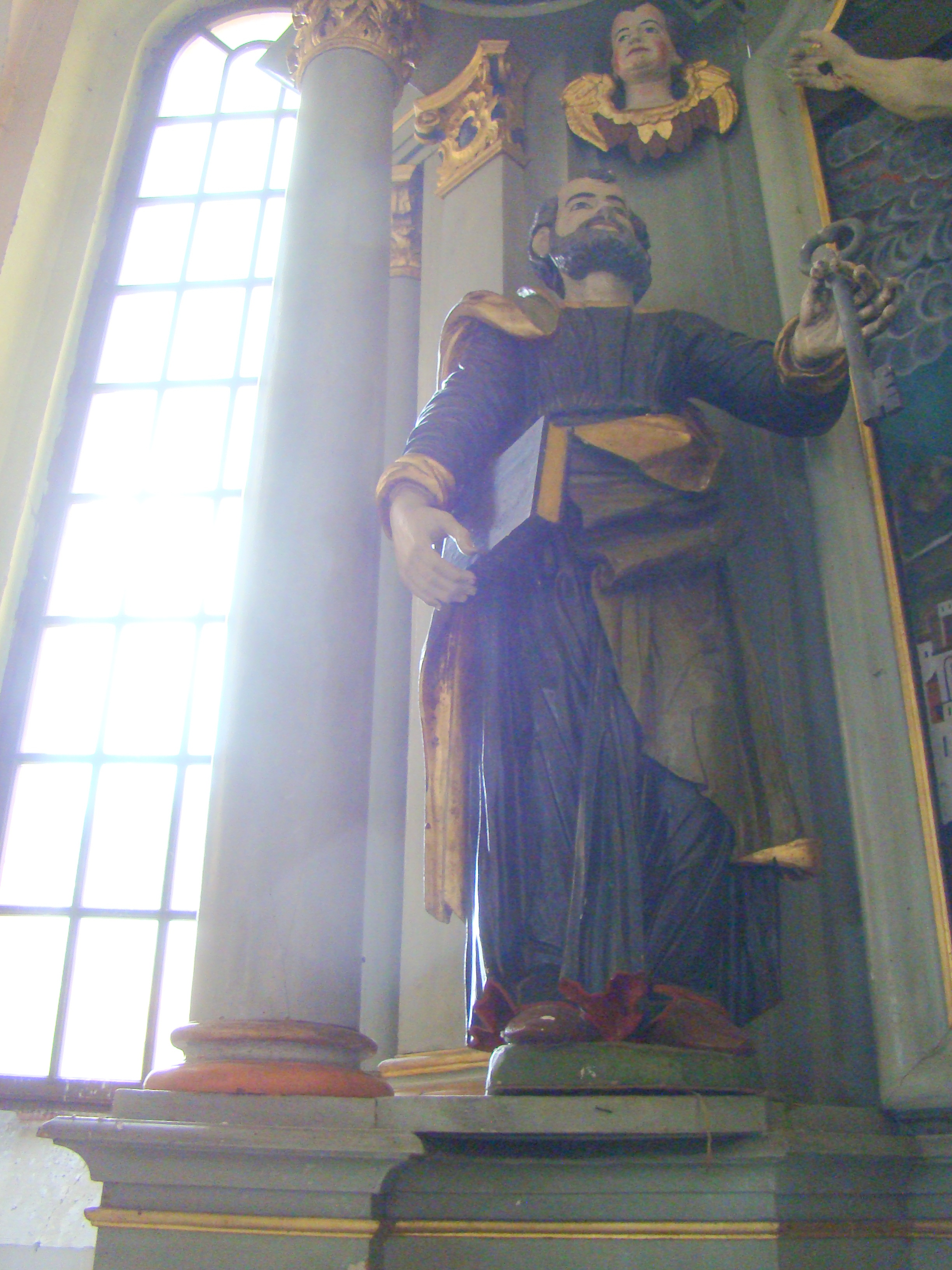
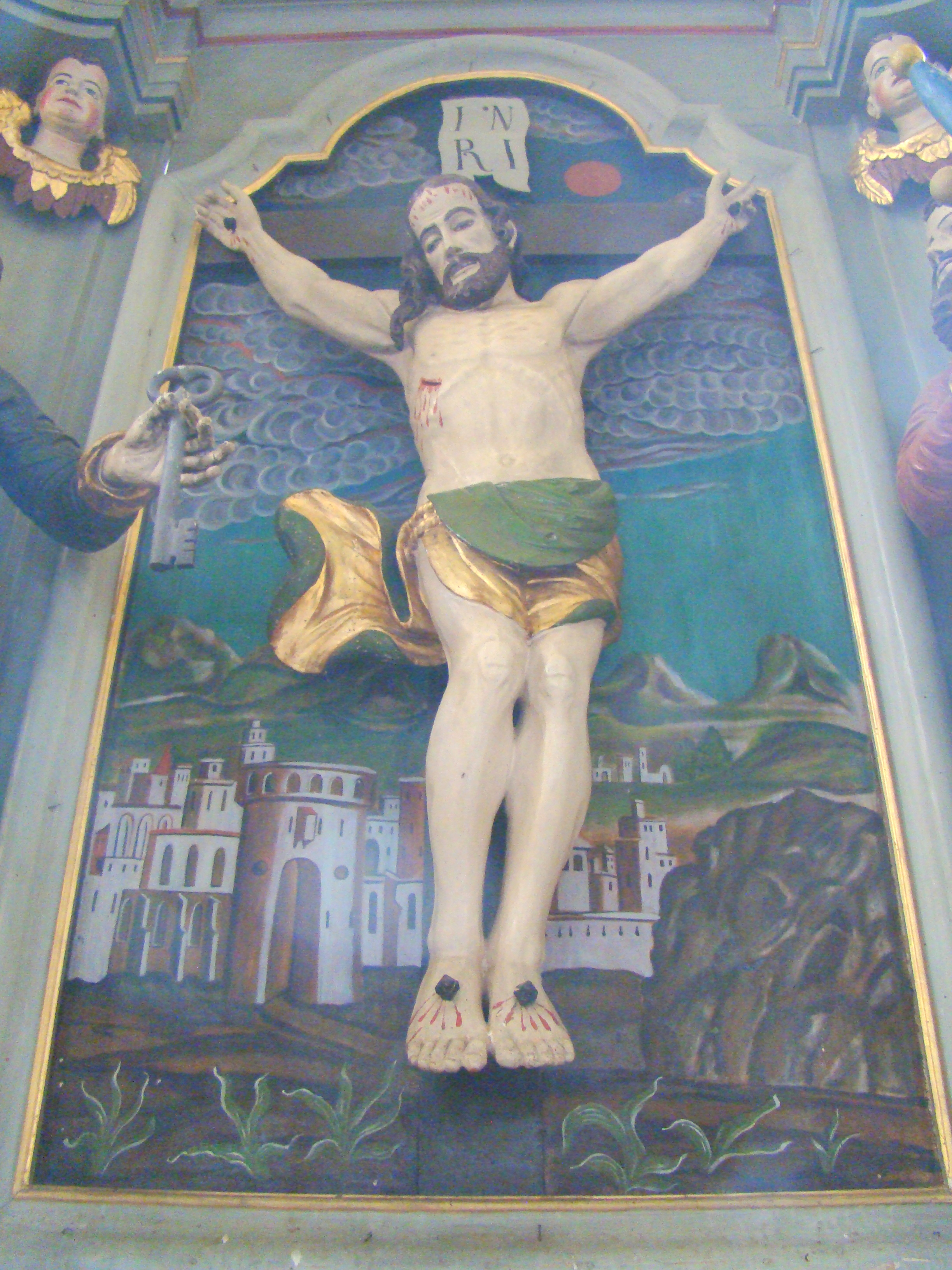
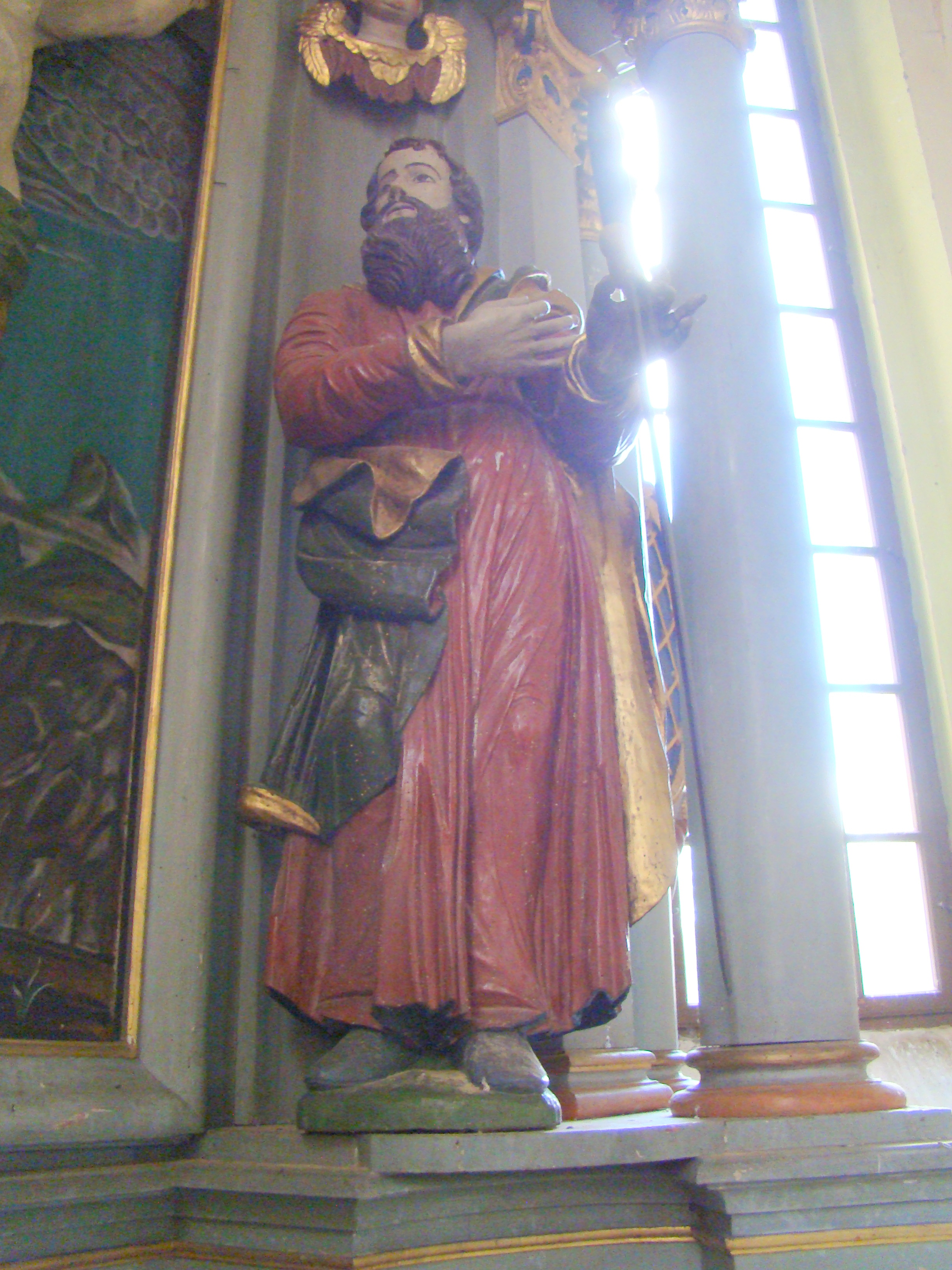
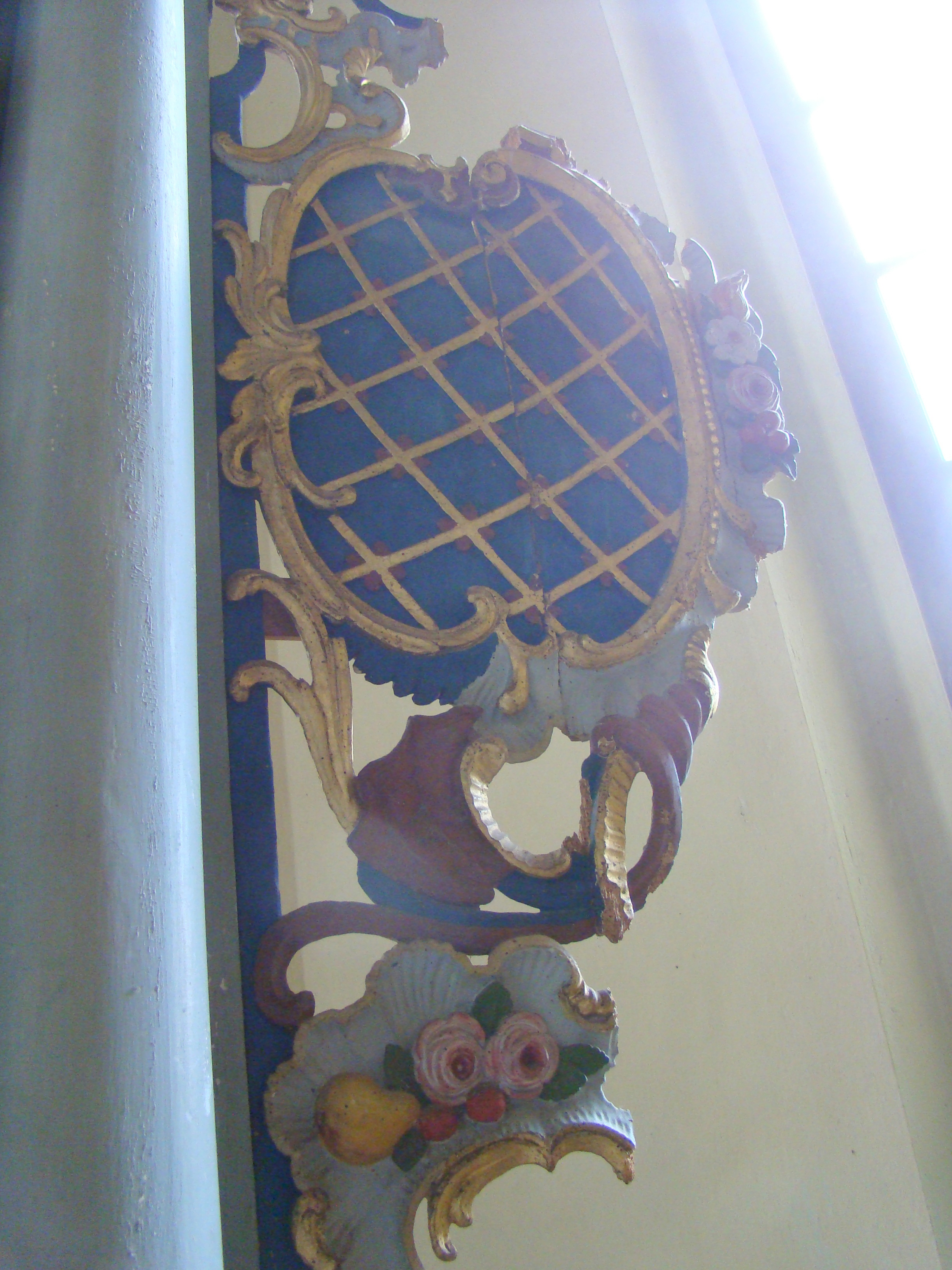
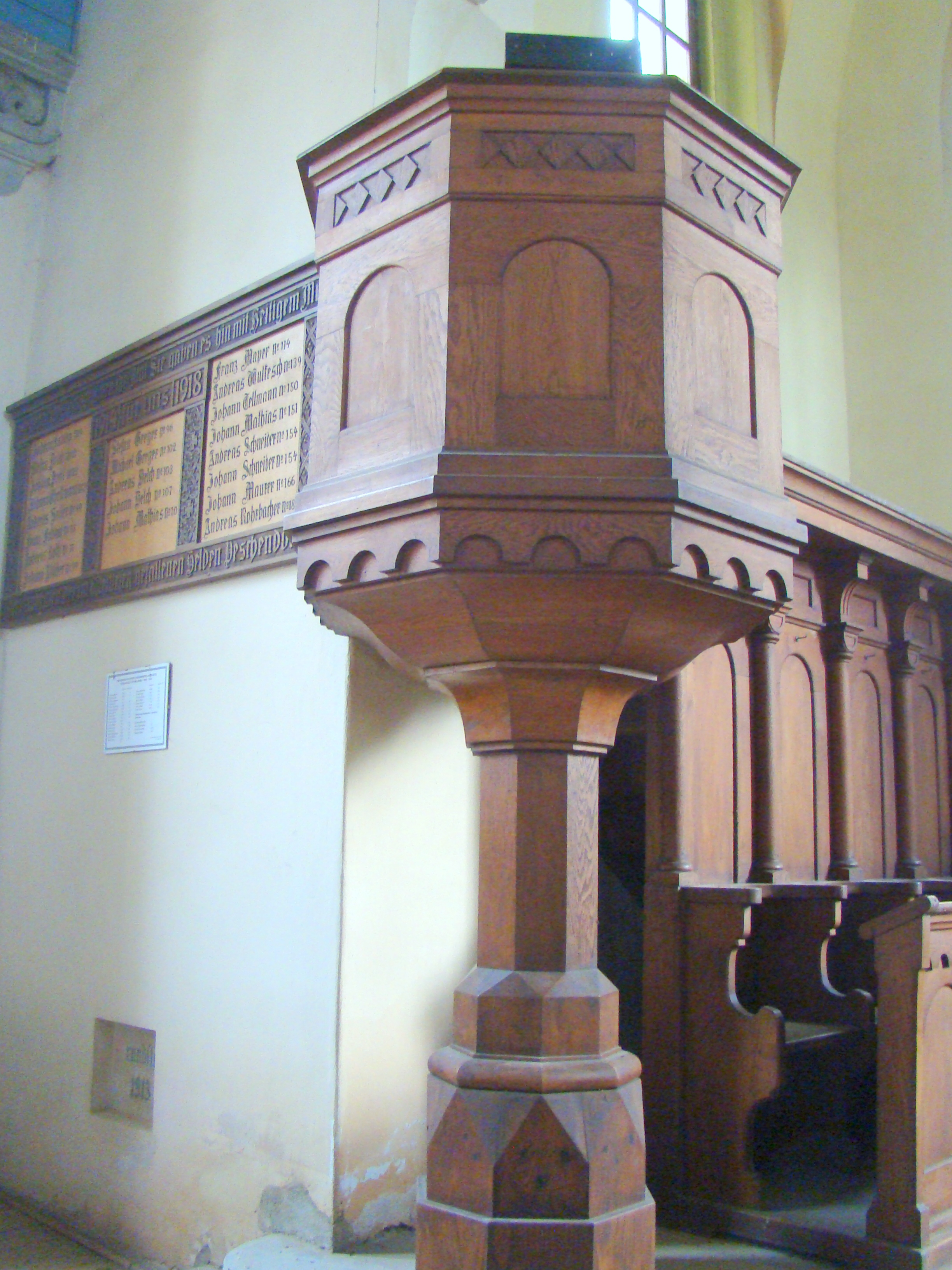
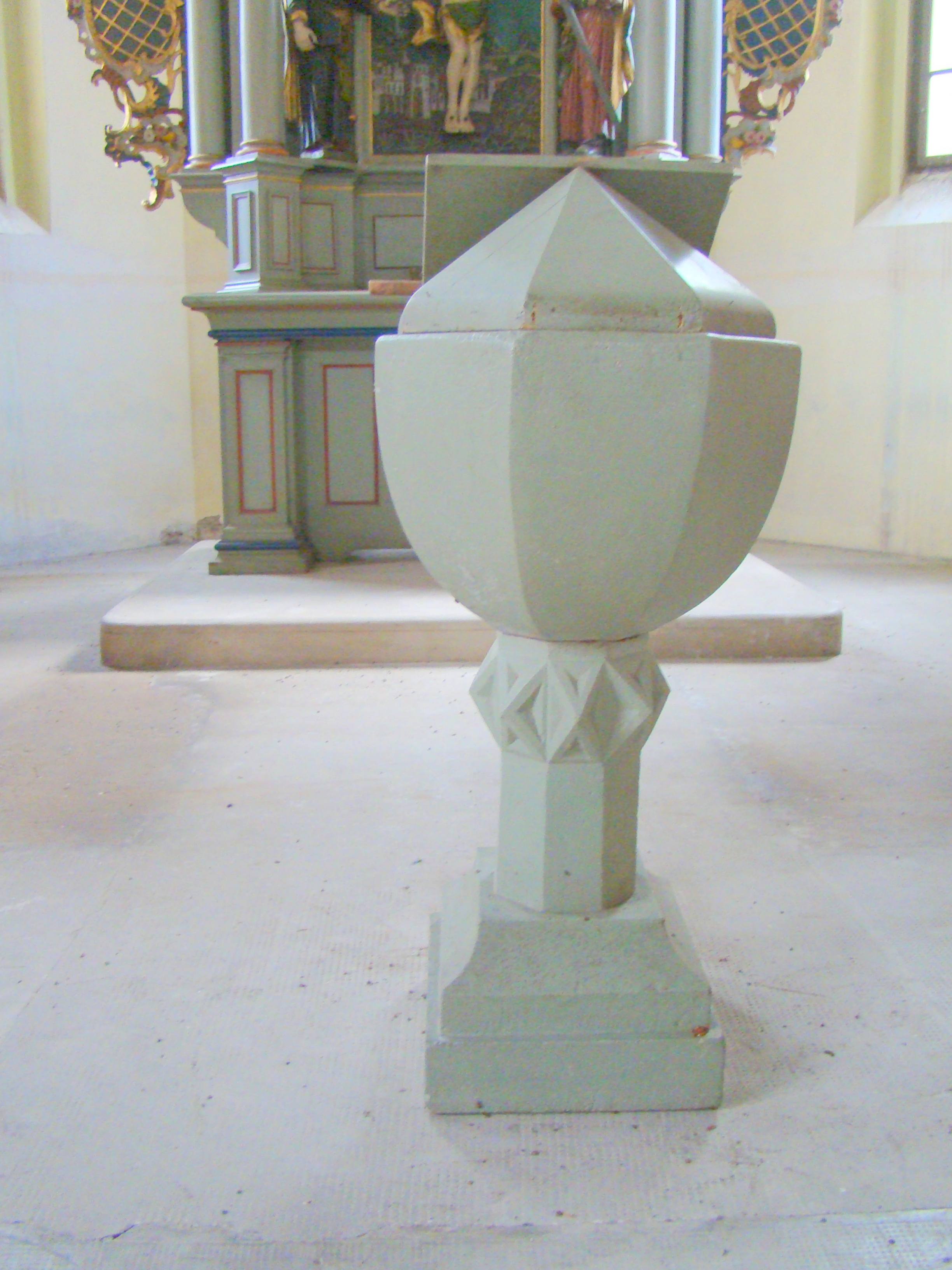
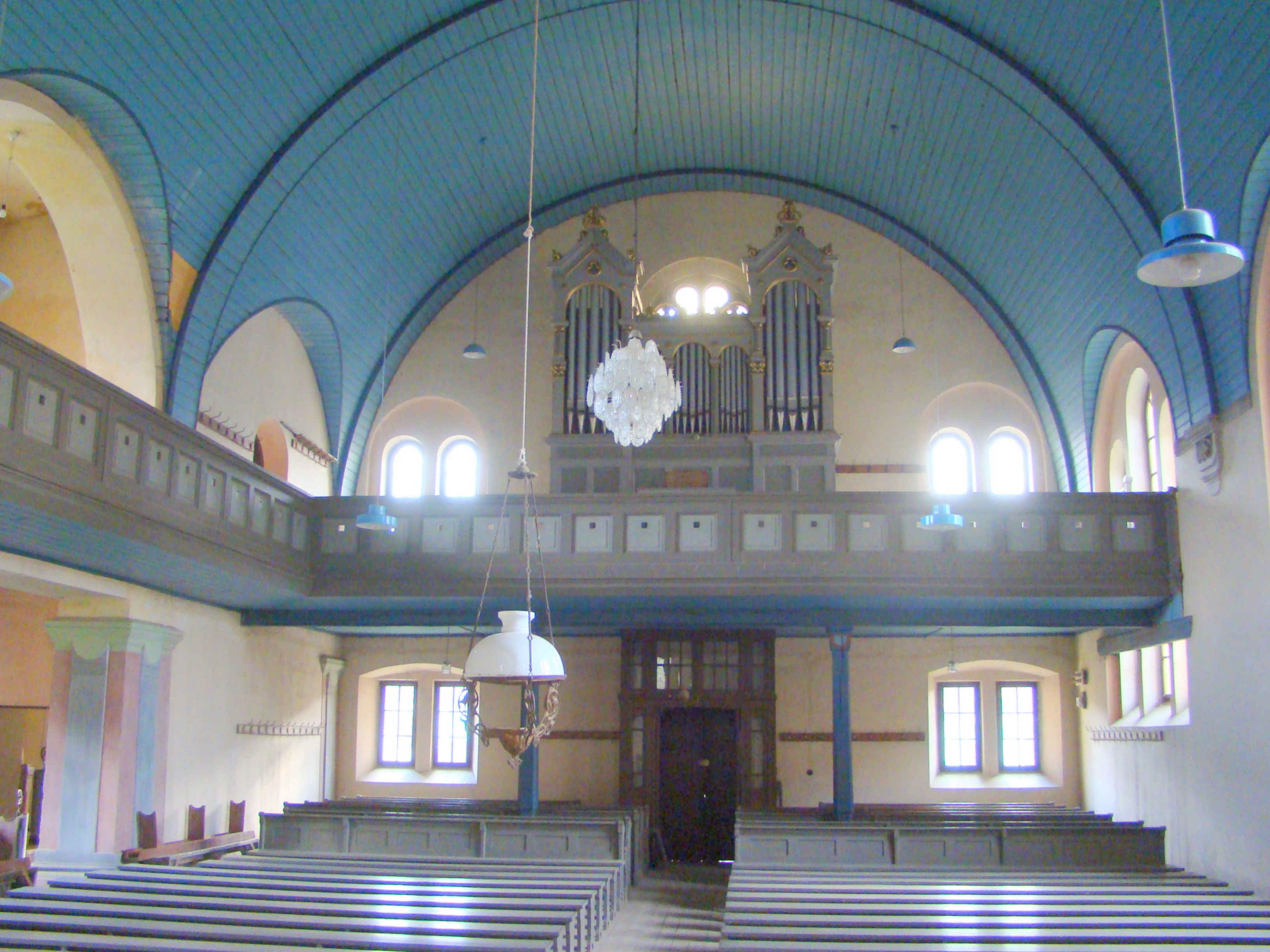
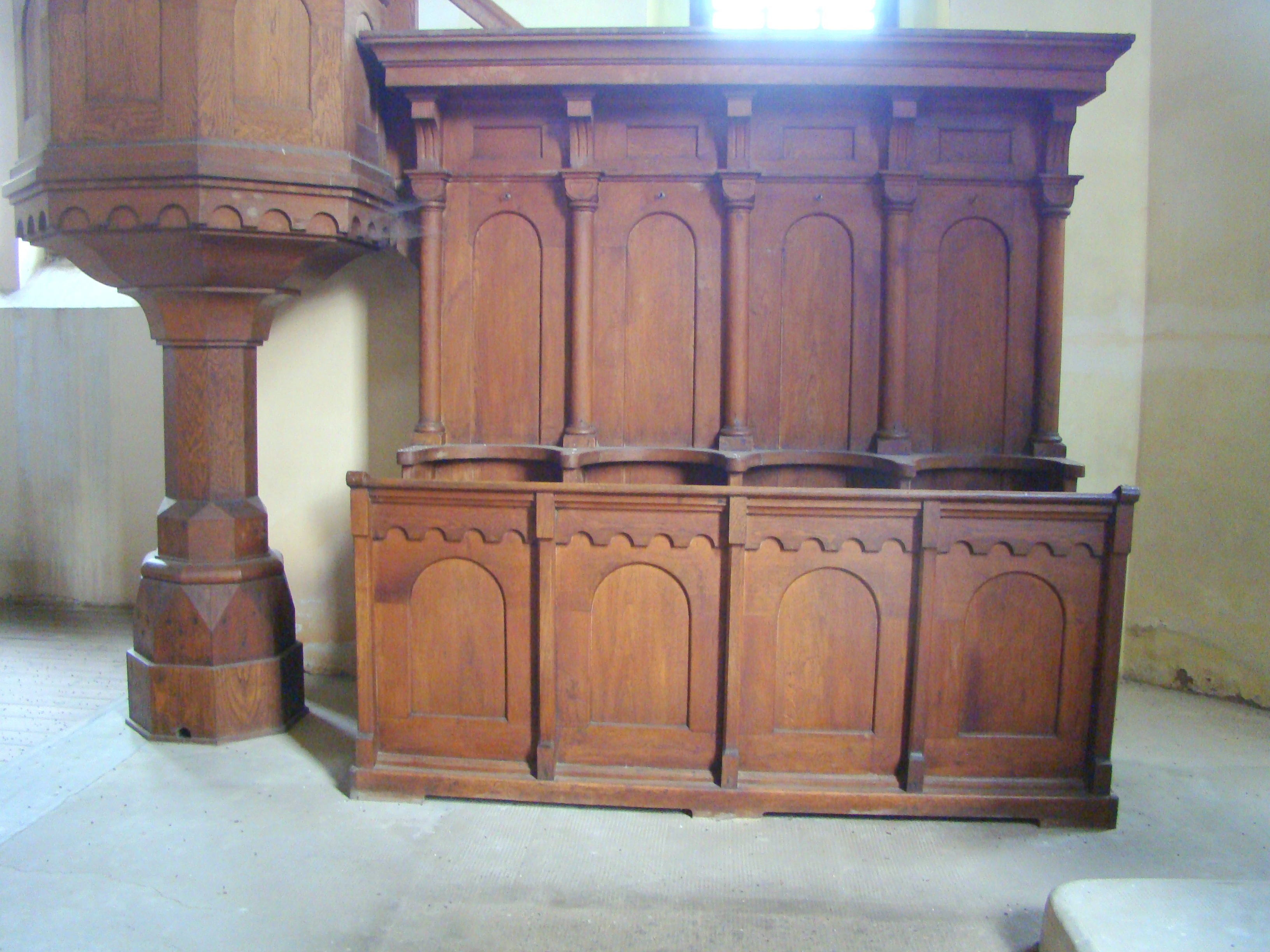
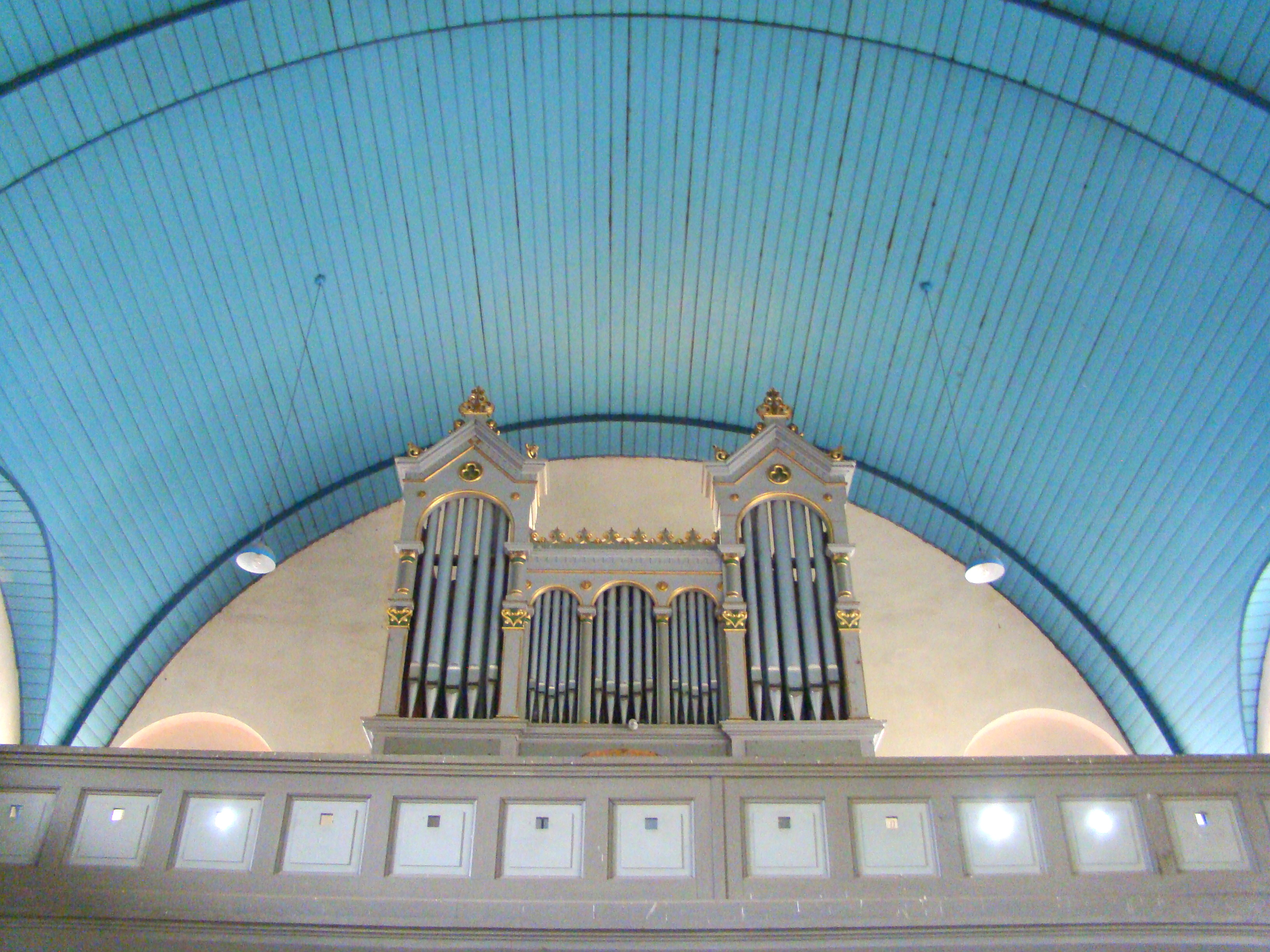
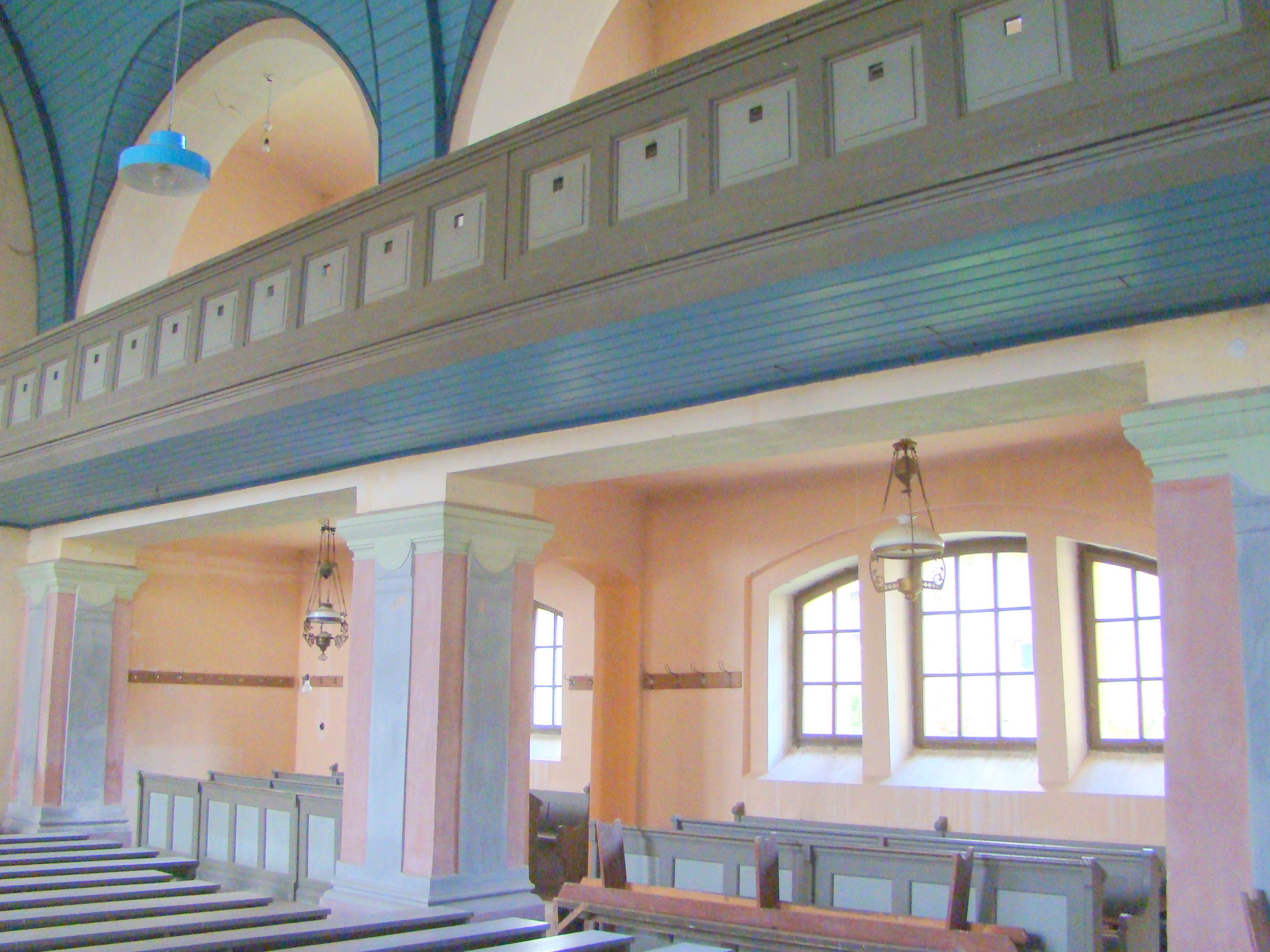
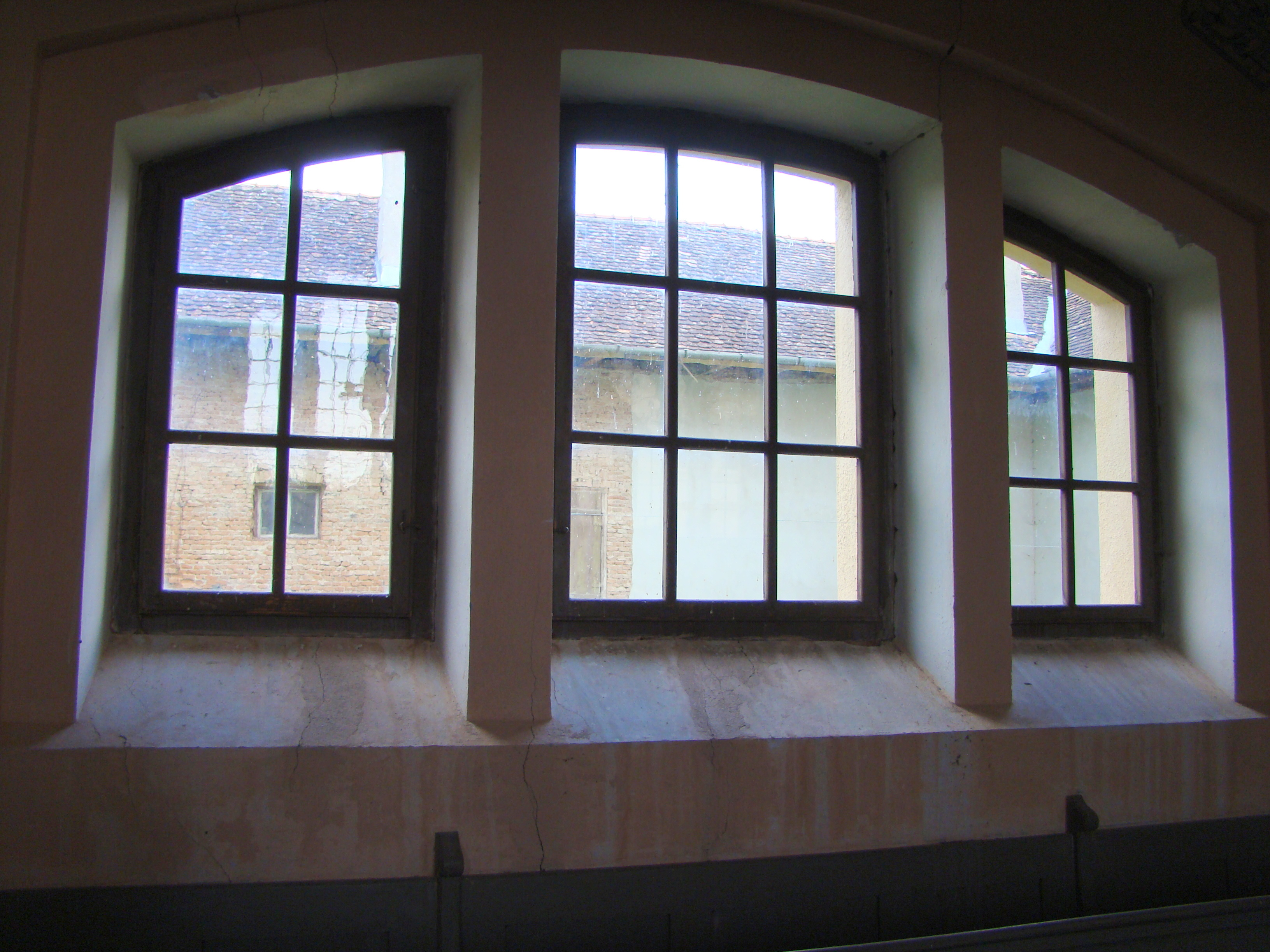
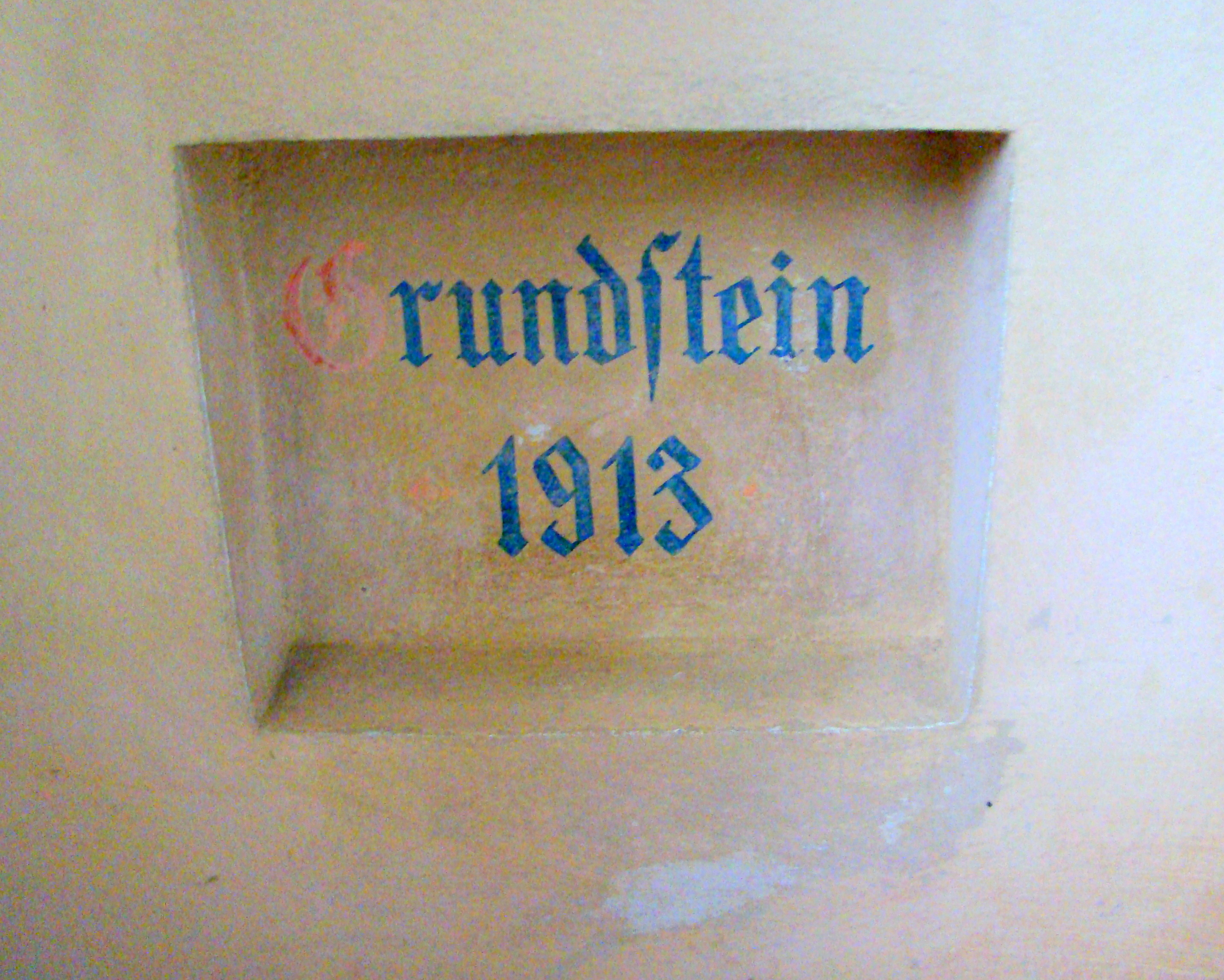
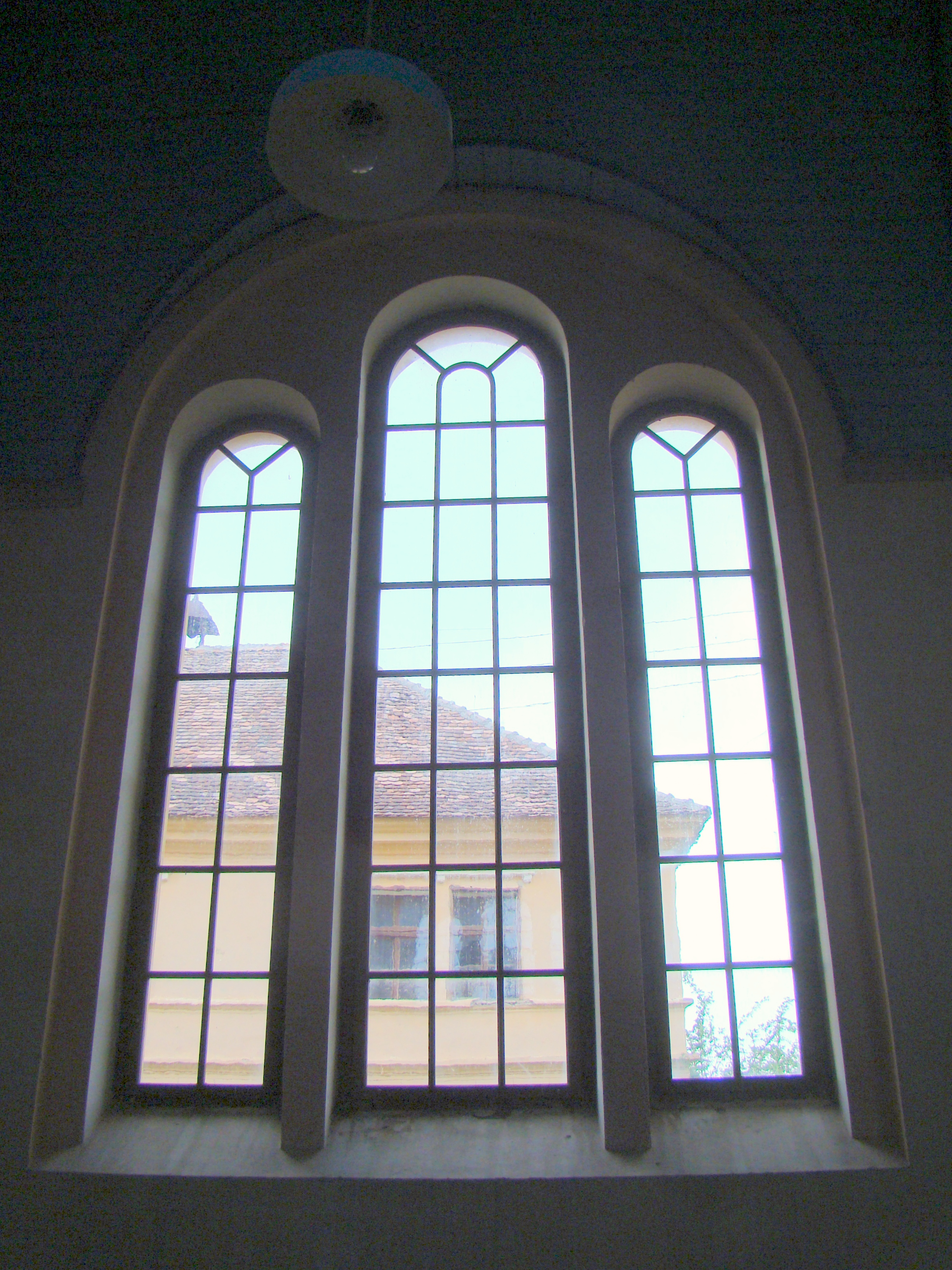
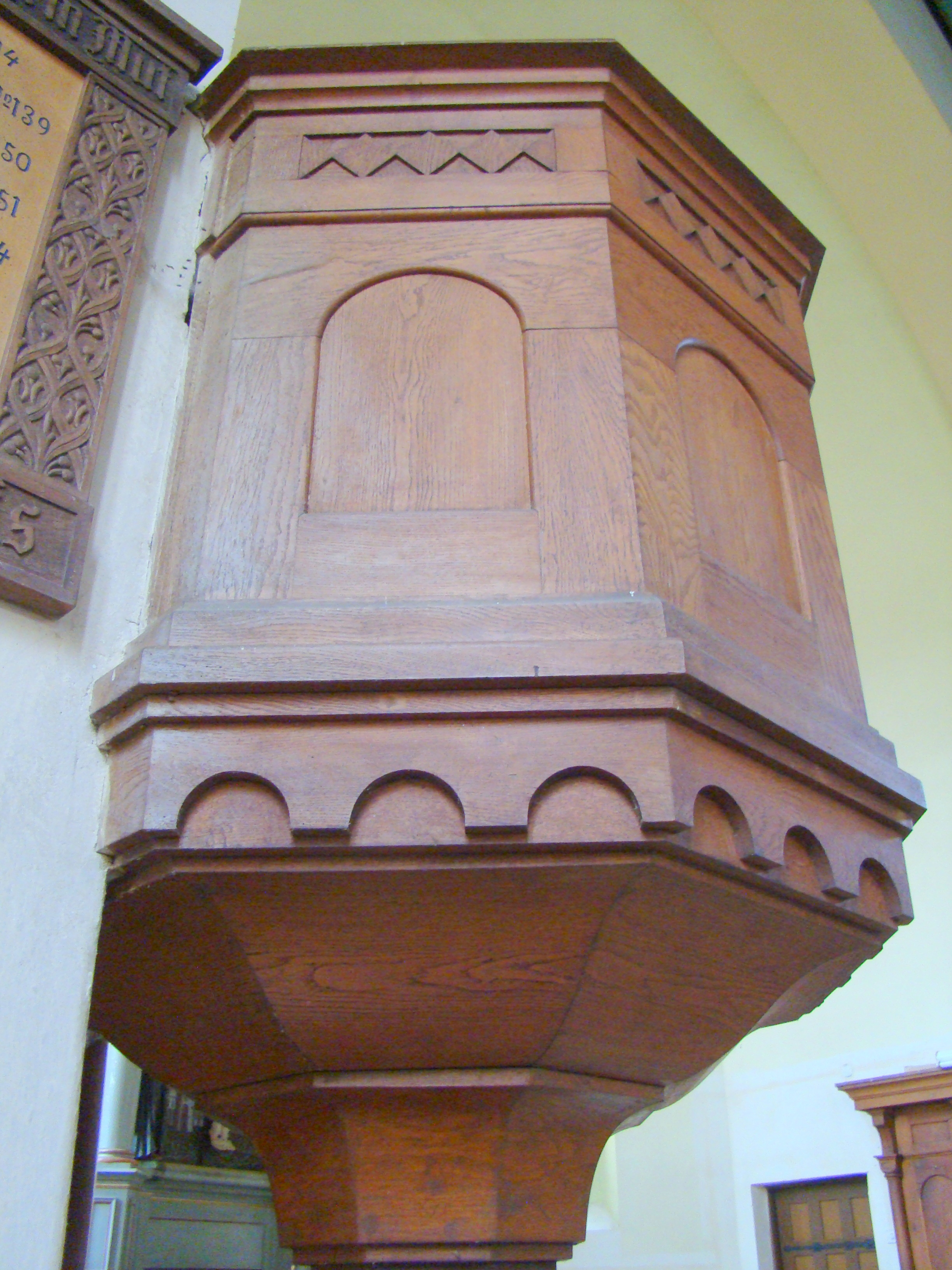
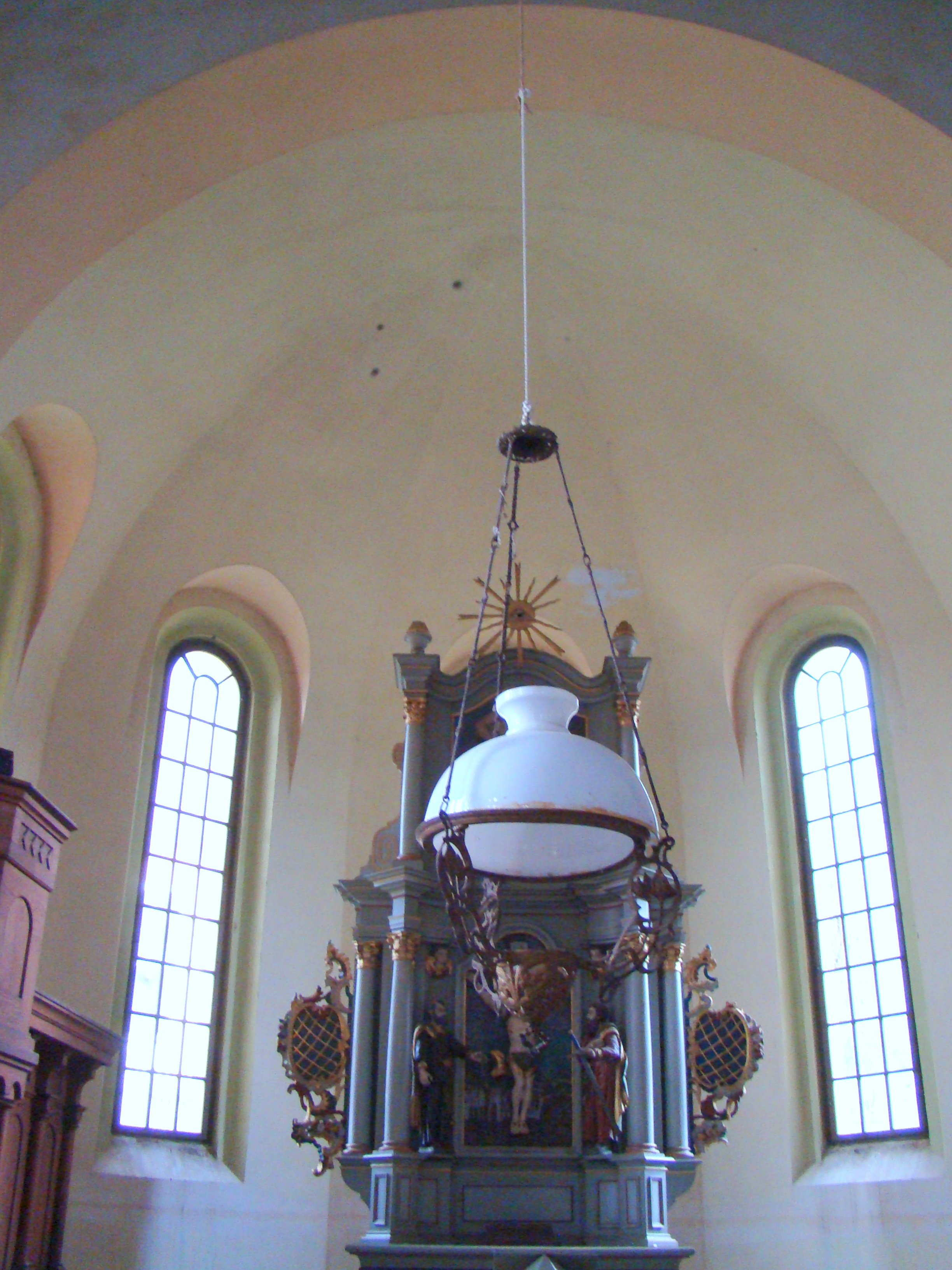
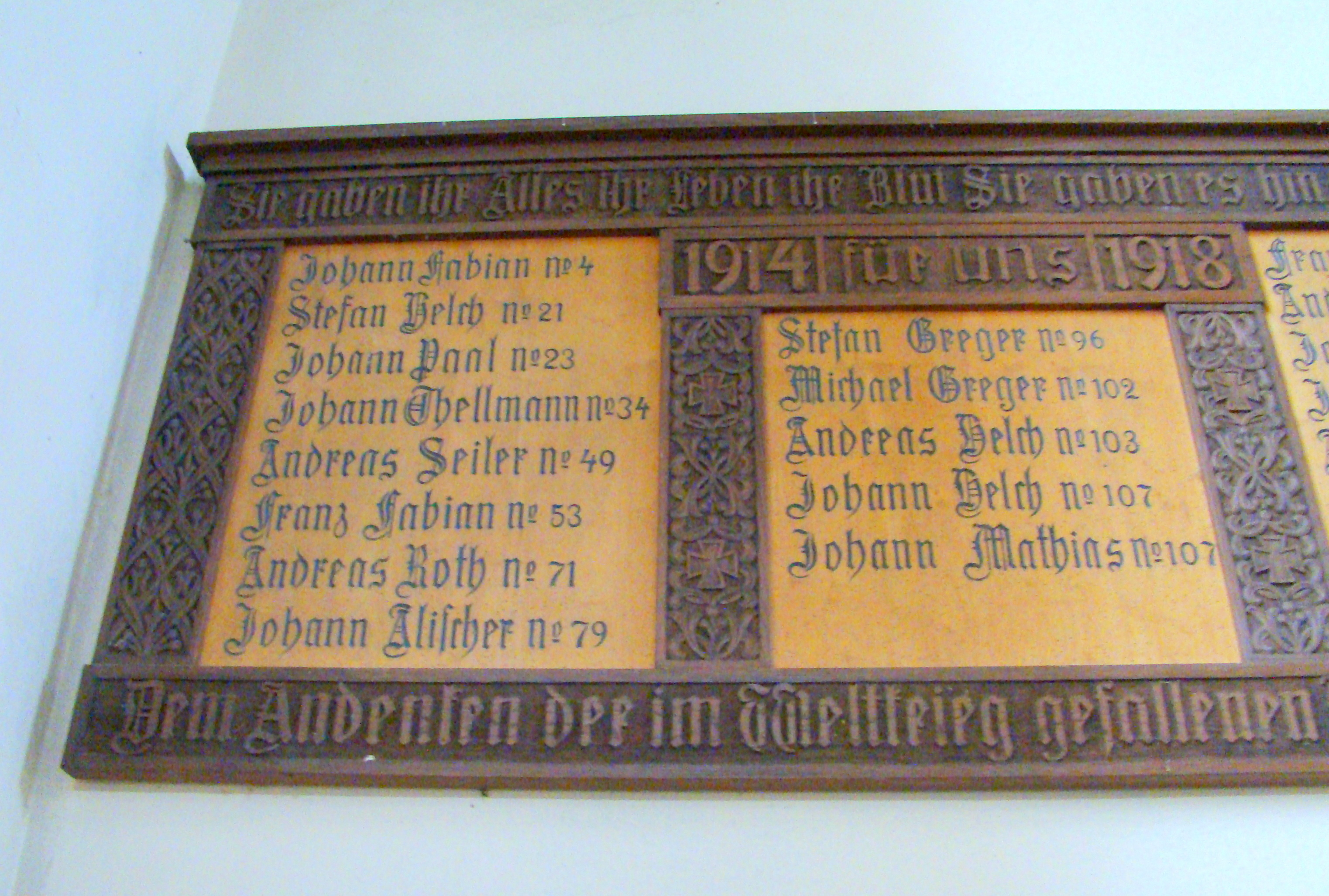
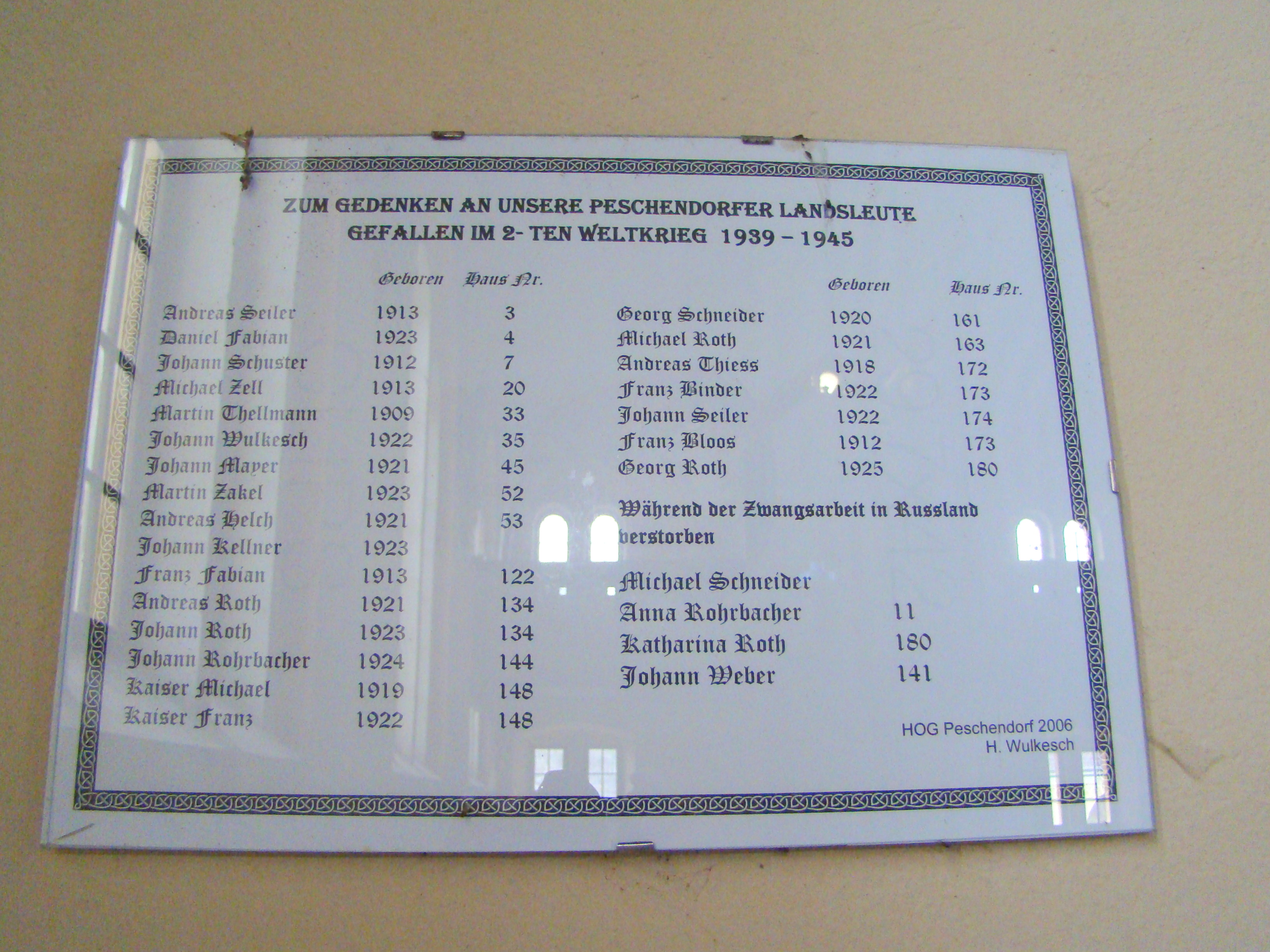
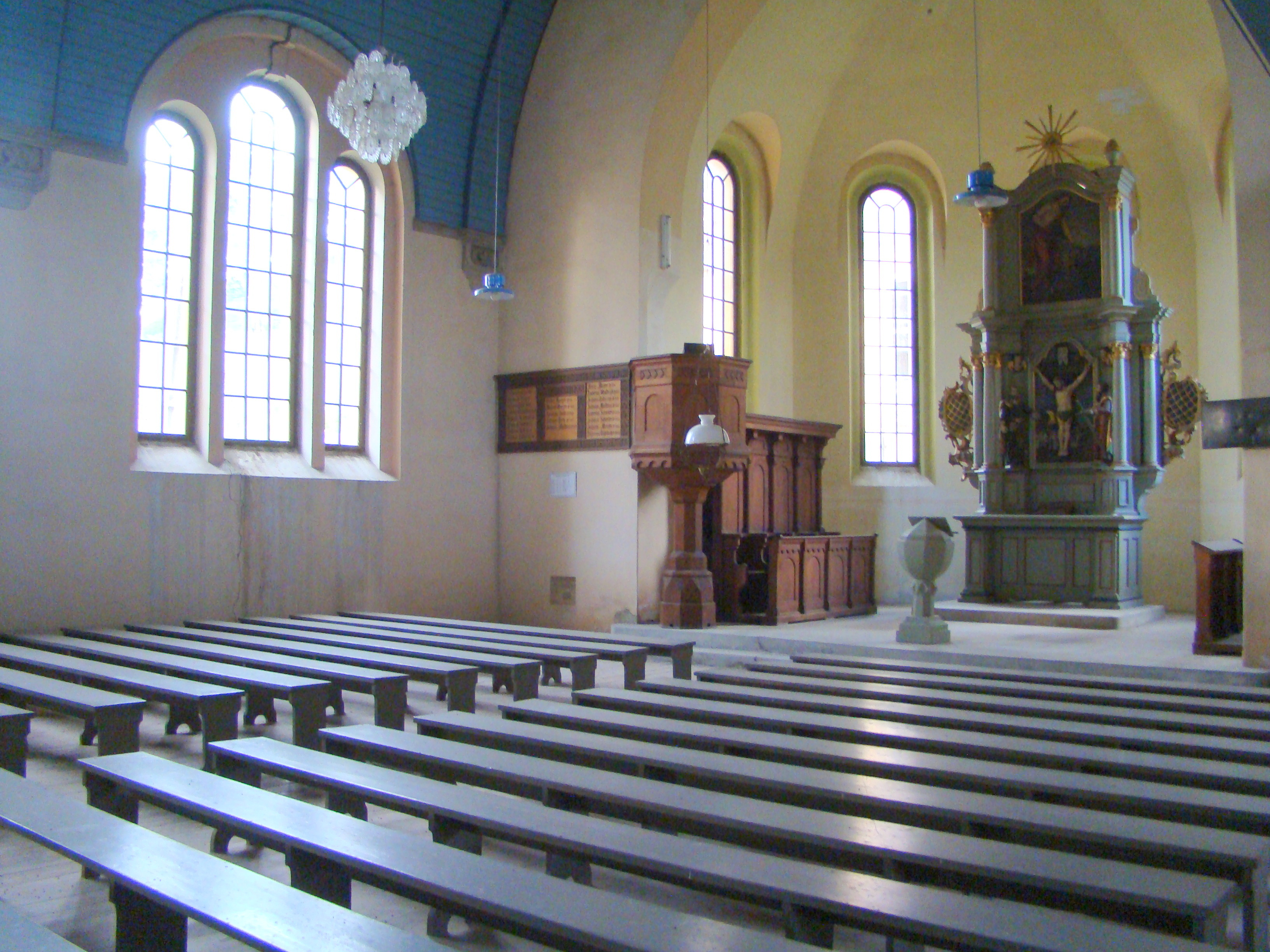
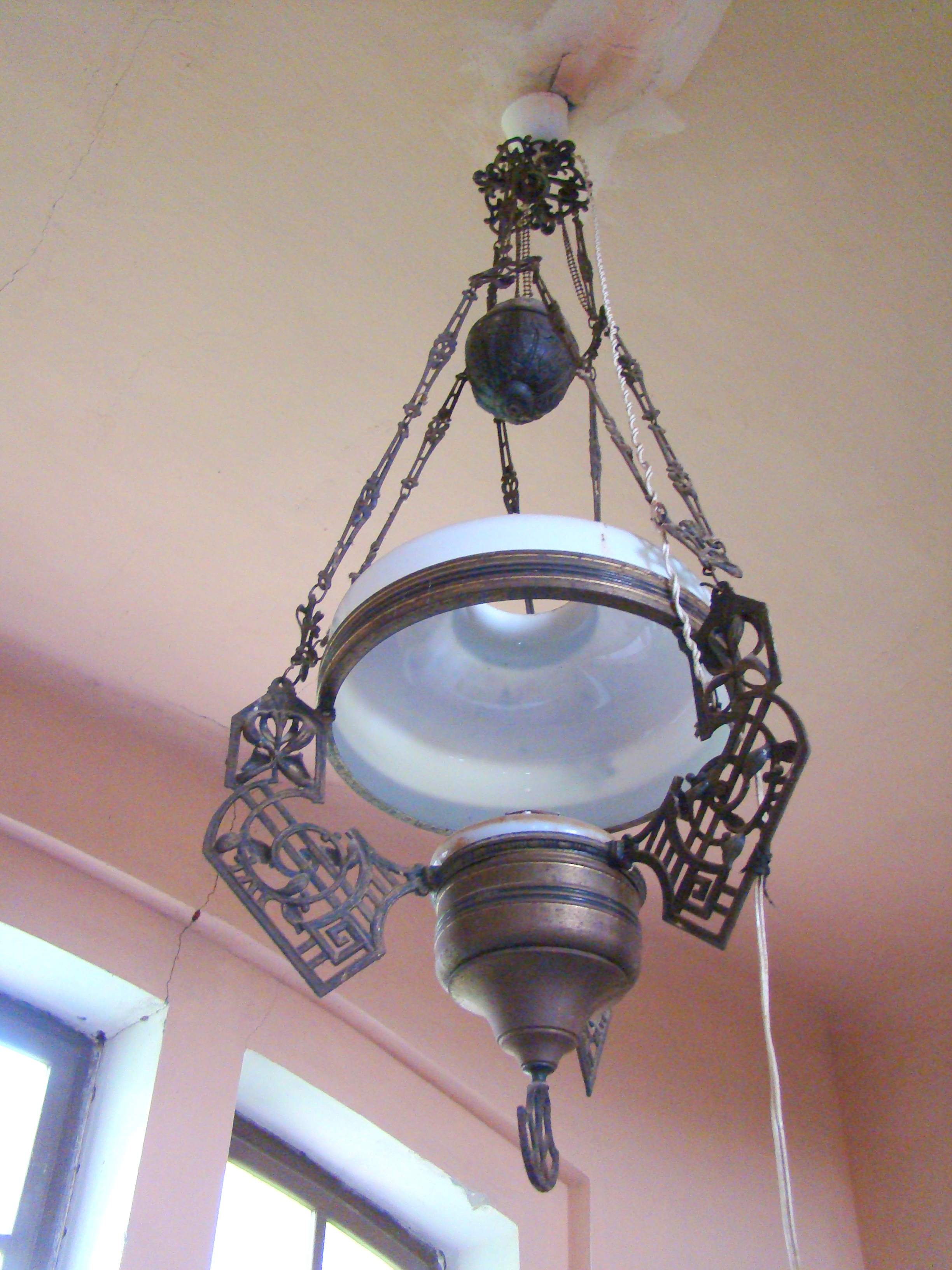
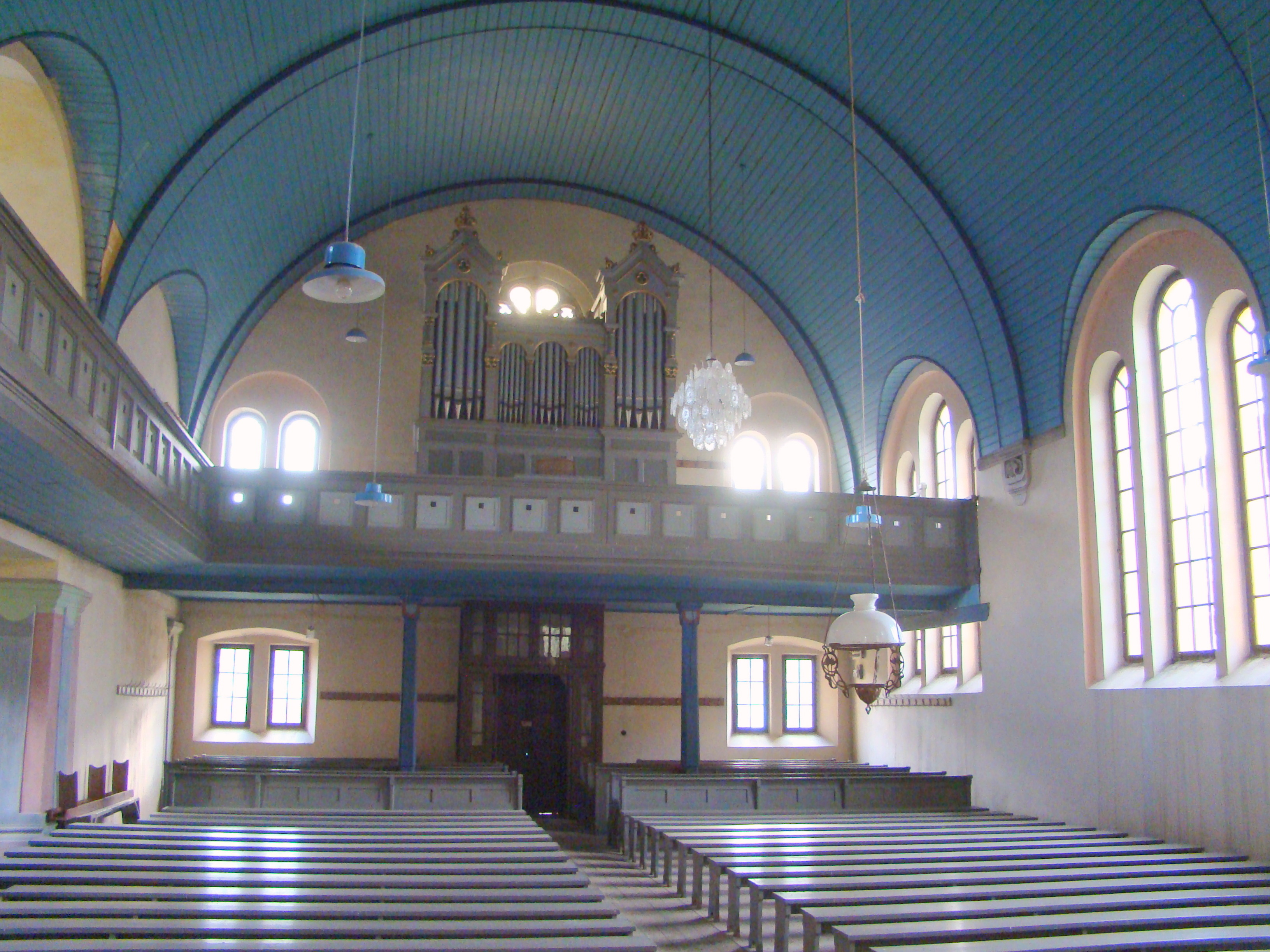

## Vezi și
- Stejărenii, Mureș